# كيمياء

عِلْم الكِيِمْيَاء العلم الذي يدرس المادة والتغيرات التي تطرأ عليها، تحديدًا بدراسة خواصها، بنيتها، تركيبها، سلوكها، تفاعلاتها وتداخلاتها التي تحدثها.

عِلْمُ الكِيمِيَاءِ: علم المادة وتغيُّراتها، ولا سيَّما: خواصها، وبِنيتها، وتركيبها، وسلوكها، وتفاعلاتها، وما تُحدِثه من ذلك. وهو العلم بالذرات والروابط التي تربط بينها فتَكونُ جزيئاتٍ ترتبطُ (معًا) فتَكونُ مادةً، وبالتفاعلات التي بينَها. فشأنُ الكيمياء عظيمٌ في الحياة، في مجالات كثيرة وفي الصناعة على اختلاف أنواعها: كالصِّناعة الغذائية، وصناعة المنظفات، والدِهانات، والأصبغة،  والأدوية، والعقاقير، والنسيج، والملابس، والأسلحة، وغيرِ ذلك، وفي الطب وغيره من العلوم. حتى إنها سميت «العِلْمَ المَرْكَزِيّ»؛ فهو جوهر ربط علوم الطبيعة بعضِها ببعض.
وهو من علوم الطبيعة، وهي: الفيزياء، وعلوم الأرض، وعلم الفلك، وعلم الأحياء. ولتاريخ صناعة الكيمياء بالغ الأثر في مجال الكيمياء عامةً. وأما الفيزياء فهي علم المادة وكميَّات الفضاء، وقوانينها، فالكيمياء فرع من علوم الفيزياء، ولكنّها لا تتفرع من الفيزياء.
يُعدُّ جابر بن حيان الملقّب بـ «أبي الكيمياء»، المؤسّس الحقيقي لمفهوم علم الكيمياء، المبني على مفهوم التجريبية، إذ يقول: «إن واجب المشتغل في الكيمياء هو العمل وإجراء التجربة، وإن المعرفة لا تحصل إلاَّ بها». حتى أن العرب سمَّوا الكيمياء عامةً بـ «صَنْعَة جَابِر». وكلمة كيمياء ذات أصلٍ عربي، وتشتق الكلمة من المصدر كمي بمعنى أستر وأخفى، ووجهة ذلك تعتمد على الكتمان وتحريم إذاعتها وإفضاء أسرارها لغير أهلها لكون هدفها تحويل المعادن البخسة إلى ذهب وفضة. تنقسم الكيمياء إلى فروع عدة تتفرّع منها أقسام أخرى، أهمها: الكيمياء العامة والتي تدرس المبادئ الأساسية في الكيمياء، والكيمياء العضوية وتهتم بدراسة المواد العضوية، أي التي تحتوي على عنصر الكربون، والكيمياء غير العضوية والكيمياء الفيزيائية والكيمياء الحيوية والكيمياء التحليلية.

## أصل التسمية
أصح وأرجح الأقوال بأن أصل كلمة «كيمياء» من اللغة العربية؛ وذلك لأن صناعة الكيمياء في العصور الوسطى كانت تعتمد على الكتمان وتحريم إذاعتها وإفضاء أسرارها لغير أهلها لكون هدفها تحويل المعادن البخسة إلى ذهب وفضة، واكتشاف الإكسير الذي يعيد الصحة والشباب إلى الإنسان، بالإضافة إلى ذلك فقد كانت الكيمياء من المعارف المغلفة بالغموض والكتمان، فقد أورد حاجي خليفة صيغة وصية كيميائي لتلميذه يحذره فيها بكتمان سر هذه الصنعة وعدم إذاعتها، لأن في إذاعتها خرابًا للعالم، ويذكر هذا المعنى جابر بن حيان مرارًا في رسائله وكتبه، ولهذا نجد أن ابن خلدون يهاجم أهل هذه الصنعة وكتاباتهم المليئة بالألغاز والطلاسم التي يتعذر فهمها. وقد ذكر محمد بن أحمد في مفاتيح العلوم في القرن الرابع للهجرة، أن كلمة كيمياء مشتقة من المصدر كمى ومعناها خفى وأستر، وكَمى الشيءَ وتَكَمَّاه: سَتَرَه؛ وقد تَأَوَّل بعضهم قوله: بَلْ لو شَهِدْتَ الناسَ إِذْ تُكُمُّوا إِنه من تَكَمَّيت الشيء. وكَمَى الشهادة يَكْمِيها كَمْيًا وأَكْماها: كَتَمَها وقَمَعَها؛ قال كثيِّر: وإِني لأَكْمِي الناسَ ما أَنا مُضْمِرٌ، مخَافَةَ أَن يَثْرَى بِذلك كاشِحُ يَثْرى: يَفْرَح. وانْــكَمَى أَي اسْتَخْفي. وتَكَمَّتْهم الفتنُ إِذا غَشِيَتْهم. وتَــكَمَّى قِرْنَه: قَصَده، وقيل: كلُّ مَقْصود مُعْتَمَد مُتَــكَمّىً. وتَــكَمَّى: تَغَطَّى. وتَــكَمَّى في سِلاحه: تَغَطَّى به. وسمي العلم كيمياءً لأن هذا العلم كان متداولًا بين طائفة من الناس دون غيرها، بسبب الاعتقاد الذي سيطر على عقول الناس طيلة العصور الوسطى، وهو إمكانية تحويل المعادن البخسة إلى ذهب وفضة، وتحضير إكسير الحياة، ذلك السائل السحري الذي يعيد الصحة والشباب للإنسان، ومن ثم فقد حرص الكيميائيون القدامى على كتمان سر صنعتهم، وكتب بعض الكيميائيين العرب المتأخرين نسبيًا لا سيما بعد القرن السادس هجري معلومات في الكيمياء وتحويل المعادن إلى ذهب وفضة برموز وألغاز وتعمدوا الغموض والإرباك. والكيمياء في اللغة الحِيلَة والحِذْق، وكان يراد بها عنْد القدماءِ: تحويل المعادن الخسيسة إِلى أخرى أسمى وأعلى قيمة. وهناك أقوال أن أصل كلمة كيمياء مصري وهي كيم أو كمت ومعناها الأرض السوداء وهي تربة وادي النيل، وينسب ذلك أن الكيمياء فن مصري قديم، وكانت تعرف آنذاك بسر الكهنة أو الصناعة التحتوية (نسبة إلى تحوت أو تحوتي أو جحوتي). وهناك من يقول كلمة كيمياء مشتقة من الكلمة الإغريقية خيما Chyma بمعنى التحليل والتفريق، ويرى غيرهم أن لفظة كيمياء قد حورت عن اللفظة العبرية (شامان) وتعني السر أو الغموض. وهناك مدلولات كثيرة على أن أصل الكلمة عربية اسمً وفعلًا، اشتقاقًَا من المصدر كمى. وتكتب كلمة كيمياء في اللغات الأوروبية Alchimica (معرفةً بأل)، وكل كلمة لاتينية معرفة بأل تكون من أصلٍ عربي كالجبر والكحول؛ أما كلمة كيمياء لم يرد ذكرها في أي حضارة أو لغة قبل العرب، وكان أول من عرف علم الكيمياء هم العرب.

## التَّاريخ

### في العصور القديمة
عرف الإنسان الكيمياء منذ القدم، وقد اصطلح على تسمية الكيمياء القديمة بـ«الخيمياء» التي تعد مزيجًا من ممارسة علوم الكيمياء والفيزياء والفلك والفلسفة؛ والتي كانت تمارس بشكلٍ غير علمي، ولا تخلو من الشعوذة والسيمياء؛ والتي عرفها ابن خلدون الخيمياء بأنها: «علم ينظر في المادة التي يتم بها تكوين الذهب والفضة بالصناعة». وقد ارتبط هذا الفن منذ الحضارات القديمة بالمعادن والتعدين وصناعة الألوان والدواء وبعض الصناعات الفنية كدبغ الجلود وصبغ القماش وصناعة الزجاج، وحتى طبخ الطعام قد يصاحبه تغيرات كيميائية معينة مثل نبات البفرة الذي زرعه الأميرنديون في فنزويلا منذ آلاف السنين قبل الميلاد، وتحتوي جذور هذا النبات على حمض الهيدروسيانيك القاتل، وقد عرف الهنود الحمر القدامى هذه المادة السامة وقاموا بالتخلص منها بالتسخين الذي يحول هذا الحمض إلى مواد غير سامة. واستخدم الإنسان منذ أكثر من ثلاثة آلاف سنة قبل الميلاد محلول الشب وبعض الصبغات المحضرة من العفص ولحاء بعض ثمار الأشجار وأوراق نبات السماق في تلوين الجلود والقماش.
الحضارات الإنسانيَّة الأولى كالحضارة الصينية والمصريَّة والبابليَّة والهنديَّة نجحت في جمع معرفة عمليَّة بخصوص التعدين وصنع الفخار والأصبغة، غير أنَّها لم تُطوِّر معرفة نظريَّة منظمة يُمكن اعتبارها علمًا. وكما ظهرت فرضيات الكيميائيَّة في بلاد الإغريق عندما ساد الاعتقاد عند بعض فلاسفة الإغريق أنَّ العالم يتكوَّن من أربعة عناصر أساسيَّة، يُشكِّل تمازجها كل جسم معروف في الكون، وطُرِحت هذه الفرضيَّة بصورتها النهائيَّة علي يد أرسطو، الذي افترض أنَّ هذه العناصر هي النار والهواء والأرض والماء. وفي بلاد الإغريق أيضًا ظهرت الفلسفة الذريَّة، وترجع إلى القرن الخامس قبل الميلاد، حيث افترض الفيلسوف الإغريقي ديموقريطس أن جميع المواد تتكون من دقائق متناهية في الصغر غير قابلة للتجزئة تسمى الذرات. وعلى عكس النظريَّة الذريَّة في العلوم الحديثة فإنَّ مفهوم الذرَّة عند الإغريق كان فلسفيًا تمامًا ولم يستند على الملاحظة والتجريب العلمي.

### في العصور الوسطى
في العصر الهيلينستي ازدهرت الخيمياء، وقد تداخلت الخيمياء مع السحر والشعوذة عند دراسة طبيعة المواد، بهدف اكتشاف طريقة لتحويل المواد إلى ذهبٍ أو صنع إكسير الحياة الذي يمنح الخلود، واكتُشِفت في هذه الفترة عمليَّة التقطير. واستمرَّ ازدهار الخيمياء في الإمبراطوريَّة البيزنطيَّة، ومن أبرز الخيميائيين في هذه الفترة زوسيموس من بانوبوليس. وبعد سقوط الإمبراطورية الرومانية، انتقل وتركز التطوير الكيميائي في الحضارة الإسلامية عند العرب والمسلمين، وكانوا أول من اشتغل بالكيمياء كعلم له قواعده وقوانينه، وذلك من القرن الأول للهجرة. وكان لهم دور كبير في تطور الكيمياء وازدهاره ازدهارًا كبيرًا، حيث تحول الكيمياء من مجرد صنعة أو حرفة يختص بها المشعوذين وتبحث عن أشياء خرافية مثل إكسير الحياة وتحويل المعادن الرخيصة إلى ثمينة، إلى علم متكامل قائم بذاته يقوم على التجربة العملية والمنهج العلمي. وقد أسس المسلمون مفهوم تجريبية علم الكيمياء، فقال جابر بن حيان:
| كيمياء | إن واجب المشتغل في الكيمياء هو العمل وإجراء التجربة، وإن المعرفة لا تحصل إلاَّ بها | كيمياء |

صورة للإنبيق، المخترع من طرف جابر بن حيان.

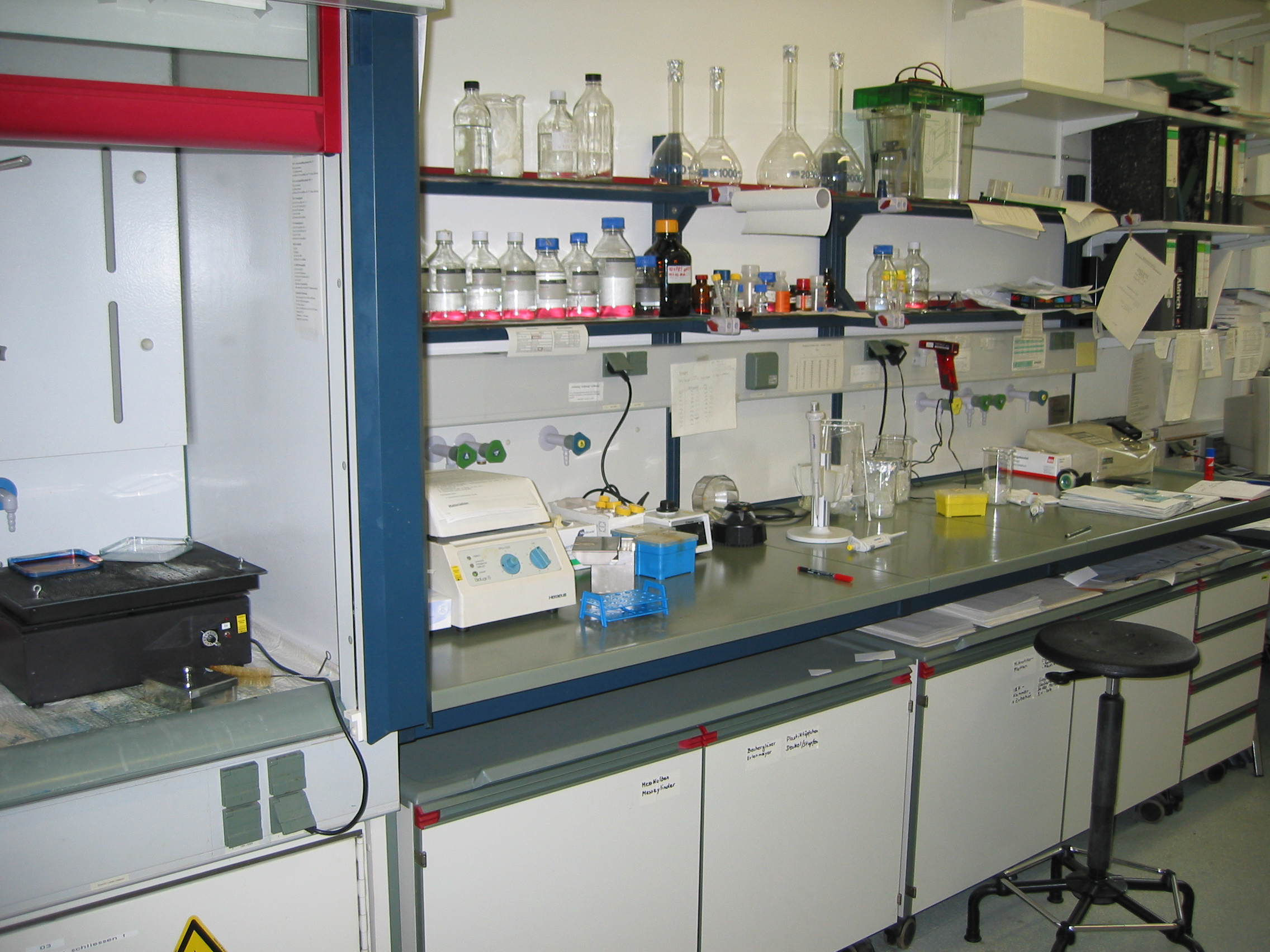
علماء العرب أول من أسس مفهوم التجريبية في الكيمياء؛ وعرفوا العمليات الكيميائية داخل المختبرات، وطوروا وصنعوا له أدواته الخاصة، وهي نفسها التي نستعملها اليوم.

وعلم الكيمياء علم عربي الأساس والمنهج، حيث وضع العلماء العرب المسلمين نظرية كيميائية ناضجة ومنهجًا علميًا قويمًا. ولقد تعمقوا في فهم هذا العلم، وطوّروا المختبر الكيميائي وصنعوا له أدواته الخاصة؛ ولا يزال بعضها بشكل أو بآخر مستخدماً إلى اليوم، وعرَّفوا العمليات الكيميائية داخل المختبرات والعناصر الأساسية للمواد، واجتهدوا في التطبيق. وكان أول من عمل واشتغل بالكيمياء من العرب والمسلمين خالد بن يزيد، وهو شقيق الخليفة الأموي معاوية بن يزيد بن معاوية بن أبي سفيان، أما حاجي خليفة صاحب كتاب «كشف الظنون»، فيقول عن خالد: «إنه أول من تكلم في علم الكيمياء، ووضع فيها الكتب... ونظر في كتب الفلاسفة من أهل الإسلام». ولقد انصرف خالد بن يزيد انصرافًا تامًّا إلى دراسة العلوم بعامة، وعلم الصنعة أو الكيمياء بخاصة، وذلك بعد أن اختزلت الخلافةُ دونه، فلم يجد منها عوضًا إلا أن يبلغ آخر هذه الصناعة. وله في الكيمياء رسائل، وله فيها شعر كثير كذلك، وإذا لم يحقق خالد بن يزيد شيئًا في مجال الكيمياء، فإنه وضع اللبنة الأولى على طريق البحث وعمل التجربة. وممَّا يروى من شعره في الكيمياء، وما ينبغي على الباحث أن يبذلَه من جهد في فك رموزها وتحصيل ثمراتها قولُه:

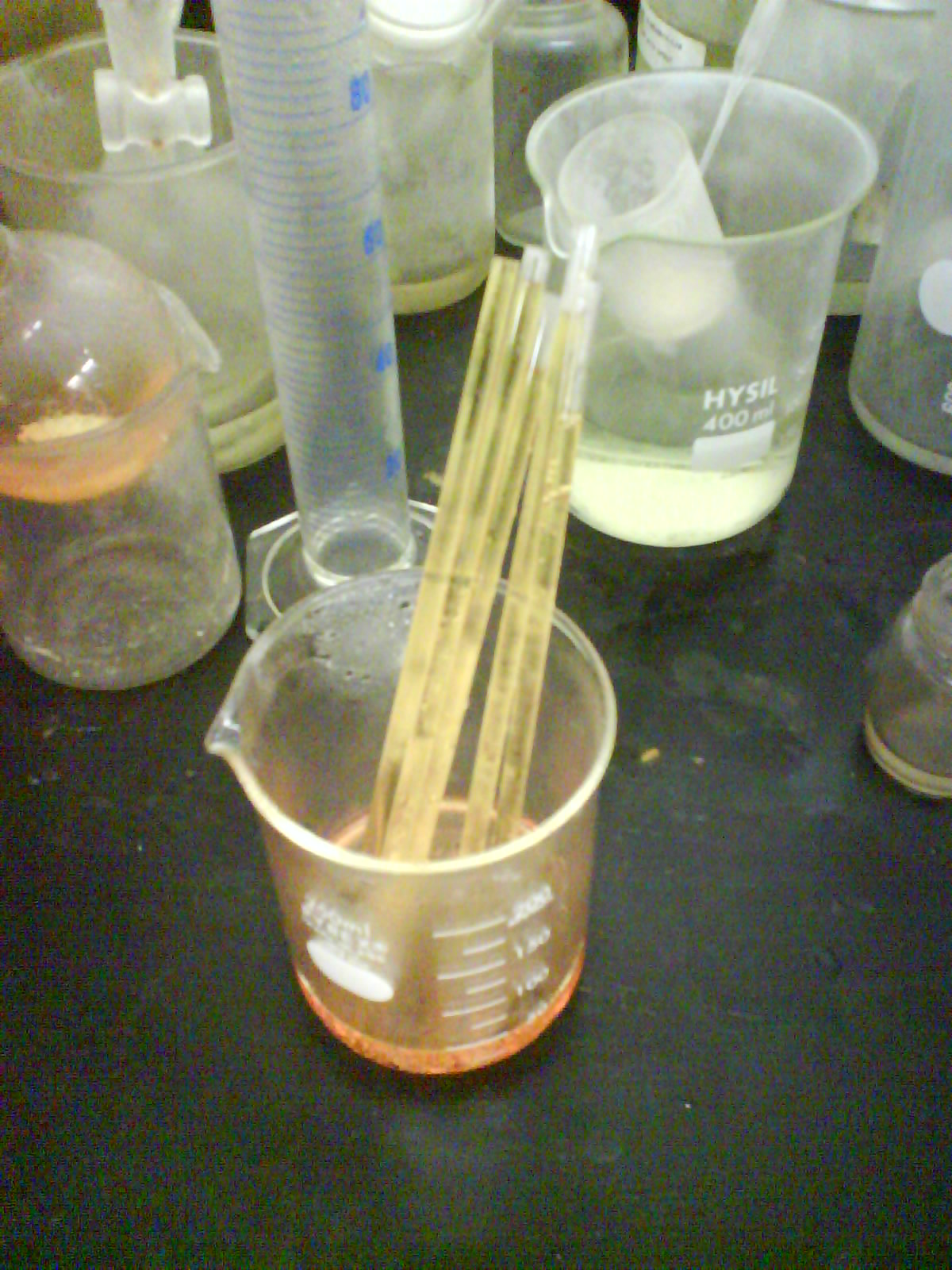
الماء الملكي، أول من عزله جابر بن حيان.

وقد كان من تلاميذ خالد بن يزيد الكيميائي جابر بن حيان الذي يسمى بـ «أبو الكيمياء»، وينسب له وضع أسس الكيمياء الحديثة، وقد وضع تصانيف كثيرةً في الكيمياء، قيل: عددها 232 كتابا، وقيل: بلغت خمسمائة. وضاع أكثرها، وتُرجم بعض ما بقي منها إلى اللاتينية. وقد صنع جابر بن حيان أهم الحموض المعدنية، مثل حمض النتريك، وحمض الكبريت وحمض هيدروكلوريك. وبقيت من أهم المركبات في الصناعة الكيميائية لأكثر من ألف عام. وهو أول من حضّر حمض الكبريتيك وسماه زيت الزاج، وأول من استحضر ماء الذهب، وينسب إليه تحضير بعض المركبات الكيميائية الأخرى. وقد درس خصائص مركبات الزئبق واستحضرها. وهو أول من وصف أعمال التقطير والتبلور والتذويب والتحويل إلخ. وقد قام جابر بن حيان أيضًا باختراع الإنبيق، كما قام باختراع المقطرة والمعوجة كجزء من الإنبيق.

### في العصور الحديثة

نموذج طومسون، الشحنة الموجبة موزعة بالتساوي على كل الحجم المشغول بالإلكترونات.

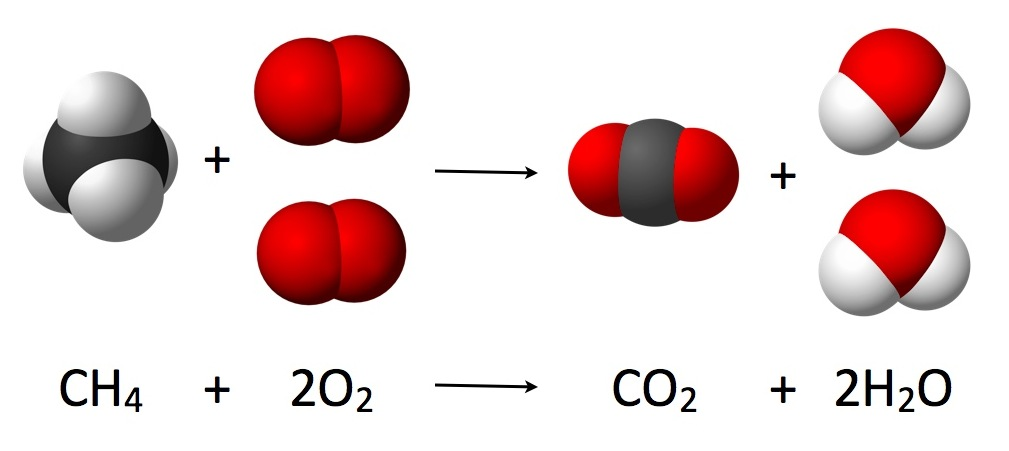
تفاعل احتراق الميثان؛ حيث توجد 4 ذرات هيدروجين و4 ذرات أكسجين و1 ذرة كربون قبل التفاعل وبعده. الكتلة الكلية بعد التفاعل هي نفسها التي كانت قبل التفاعل.

في العصور الحديثة استمر تطور علم الكيمياء بعد إسهامات المسلمين فيه؛ وفي القرن السابع عشر الميلادي، عندما قام بويل بأبحاث، وقسم الأجسام إلى مواد أولية وهي: العناصر والمركبات والمخاليط؛ وصاغ قانون الذي يعرف باسمه، وضف فيه العلاقة بين ضغط الغاز وحجمه. وتلته بعددها أبحاث بلاك ولافوازييه عن الاحتراق والتأكسد، وقانون حفظ الكتلة، الذي أشار من قبل العالم المسلم الأندلسي أبو القاسم مسلمة بن أحمد المجريطي، وذلك في كتابه «رتبة الحكيم». ومن ثم برستلي الذي اكتشف الأكسجين في الهواء، ثم كافنديش الذي اكتشف تكوين الماء، ومن ثم اقترح دالتون مقترحًا بالنظرية الذرية عن تكون المادة؛ بأنها تتكون من ذرات غير قابلة للانقسام، تتشابه الذرات المكونة للعنصر في الحجم والكتلة والخواص الكيميائية وتختلف ذرات العنصر عن ذرات العناصر الأخرى. تم تطويره بعد ذلك ليصبح جدولًا دوريًا للعناصر في الستينيات من القرن التاسع عشر عندما ابتكر العالم ديمتري منديلييف الجدول الدوري، وقام مندليف بترتيب العناصر طبقًا لكتلتها الذرية. وفي نهاية القرن التاسع عشر اكتشف وليام رامزي الغازات النبيلة، بالتعاون مع اللورد رايلي، وبالتالي ملء الهيكل الأساسي للجدول الدوري. وتعرَّف الكيمياء الحديثة بأنها: العلم الذي يدرس المادة والتغيرات التي تطرأ عليها، وتحديدًا تتم دراسة خواصها، وبنيتها، وتركيبها، وسلوكها، وتفاعلاتها، وتداخلاتها التي تحدثها.
وفي مطلع القرن العشرين، اكتمل فهم الأسس النظرية للكيمياء بسبب سلسلة من الاكتشافات التي نجحت في استكشاف واكتشاف طبيعة البنية الداخلية للذرات. ففي عام 1897 اكتشف العالم طومسون الإلكترونات في الذرة، وفي عام 1911 وفي محاولة من العالم رذرفورد لإثبات صحة نظرية العالم طومسون بأن الذرة تتكون من إلكترونات سالبة الشحنة تتوسطها شحنة موجبة موزعةً بالتساوي قام العالم رذرفورد بتجربة تعرف باسم «تجربة رقاقة الذهب»، اكتشف من خلالها الهيكل الداخلي للذرة وتنبأ بوجود البروتونات في الذرة، وشرح أنواع مختلفة من النشاط الإشعاعي ونجح بتحويل طبيعة العنصر الأول بقذف النيتروجين بجسيمات ألفا. وفيما بعد عام 1926 م أظهرت أبحاث العالمين شرودينجر ودوبروكلي أن الإلكترونات تدور حول النواة بمدارات غير ثابتة تسمى «السحابة الإلكترونية».

### تعريفات
تغير تعريف الكيمياء عبر العصور بسبب التطور الحاصل في النظريات والاكتشافات التي وسعت من مفهوم هذا العلم، وفيما يلي بعض التعريفات التي استخدمت في كتابات بعض الكيميائيين:
- الكيمياء عند القدماء: هو علم يراد به تحويل بعض المعادن إلى بعض وعلى الخصوص تحويلها إلى الذهب بواسطة الإكسير وهو حجر الفلاسفة أو استنباط داء لجميع الأمراض.[89]

- الكيمياء (330): هو دراسة تركيب الماء والحركة والنمو والتجسّد واستخراج الأرواح من الأجساد.[90] — زوسيموس
- الكيمياء (القرن الثامن الميلادي): «الكيمياء هو الفرع من العلوم الطبيعية الذي يبحث في خواص المعادن والمواد النباتية والحيوانية وطُرق تولدها وكيفية اكتسابها خواص جديدة».[91] — جابر بن حيان
- كيمياء (1377): علم ينظر في المادة التي يتم بها كون الذهب والفضة بالصناعة، ويشرح العمل الذي يوصل إلى ذلك.[92][93] — ابن خلدون
- كيمياء (1661): موضوع المواد الأساسية للأجسام المتمازجة.[94] — روبرت بويل
- كيمياء (1663): فن علمي يستطيع الفرد من خلاله حل الأجسام، واستخراج المواد المختلفة المكونة لها، وكيفية دمجها مجددًا، ورفعها إلى مستوى أكثر كمالًا.[95] — كلاسر
- كيمياء (1730): هو فن حل الأجسام الممتزجة أو المختلطة أو المجموعة إلى أجزاءها الرئيسية، وتركيب هذه الأجسام من هذه المواد.[96] — جورج ستال
- كيمياء (1837): هو العلم الذي يهتم بالقوى الجزيئية وتأثيراتها وقوانينها.[97] — دوماس
- كيمياء (1947): هو علم المواد: بنيتها، خواصها، والتفاعلات التي تحولها إلى مواد أخرى.[98] —لينوس باولنغ.
- كيمياء (1998): هو دراسة المادة والتأثيرات التي تحصل عليها.[99]

## المبادئ الأساسيَّة

مراحل التكبير:
1.المجهرية: المادة
2.جزيئية.
3.ذرية: بروتونات، نيترونات، إلكترونات.
4. تحت ذرية: إلكترونات.
5. تحت ذرية: الكوارك.
6. شريطية.

تبدأ الكيمياء التقليدية بدراسة المادة ومكوناتها المنقسمة إلى مادة نقية (وهي العناصر والمركبات) والمخلوط (وينقسم إلى متجانس وغير متجانس)؛ وأطوارها الثلاث: الصلبة والسائلة والغازية معزولة عن بعضها أو متداخلة مع بعضها. وخواصها؛ وثم تدرس الذرات والنظرية الذرية التركيب الذري وأعداد الكم للذرة، والتوزيع الإلكتروني للعناصر. وتدرس الروابط الكيميائية وهي القوة التي تربط الذرات ببعضها، وتسعى الذرات بأن تكون أقل طاقةً وأكثر استقرارًا؛ والتفاعلات الكيميائية وهو تحول بعض المواد إلى مادة أخرى أو أكثر. وتستخدم الرموز للتعبير عنه بواسطة معادلة كيميائية. غالبًا ما يكون عدد الذرات في طرفي المعادلة متساويًا، وتكون طبيعة التفاعلات الكيميائية والتغيرات في الطاقة التي تحدث نتيجة لهذه التفاعلات محكومة بقوانين تسمى القوانين الكيميائية، وتعد ملاحظة الطاقة والقصور الحراري من الأمور المهمة في أغلب الدراسات الكيميائية. وهنالك العديد من المفاهيم الأساسية في دراسة الكيمياء، ومنها:

### المادة

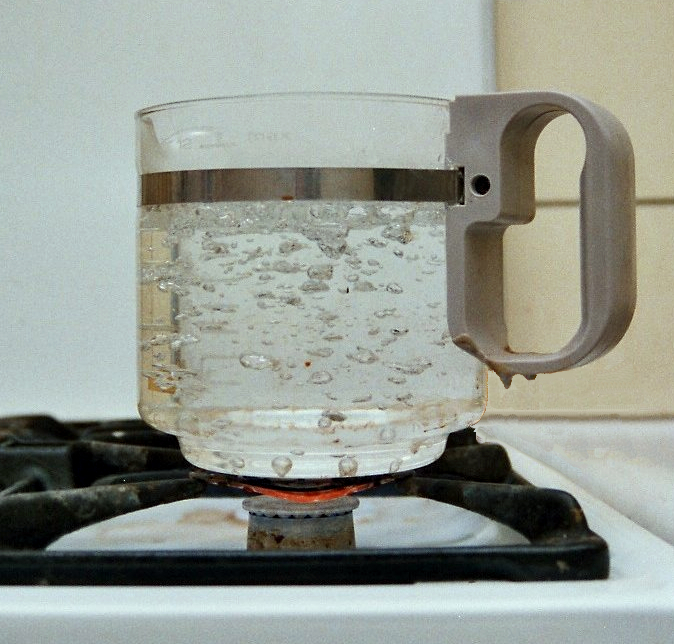
الماء والبخار صورتان مختلفتان لنفس المادة الكيميائية.

المادة هي كل شيء يشغل حيزًا من الفراغ، والمادة الكيميائية هي نوع من المادة له تركيب معلوم ومجموعة من الخواص. ولكن وبشكل دقيق لا يعد مزيج من المركبات أو العناصر أو المركبات والعناصر مادة كيميائية. تعد الكثير من المواد التي نراها في حياتنا اليومية نوعًا من أنواع الأمزجة، مثل: الهواء، السبائك، والكتل الحيوية. أي كمية من أي مادة كيميائية يكون لها كتلة، وتشغل حيزًا من الفراغ، ولها طاقة داخلية. يعد الماء النقي من الأمثلة الشائعة عن المواد الكيميائية، حيث أن لديه نفس الخواص ونسبة الهيدروجين إلى الأكسجين نفسها وذلك بغض النظر عن منشأ العينة إن كان طبيعيًا من نهر جاري أو مصطنعًا في مختبر كيميائي.

#### أطوار المادة

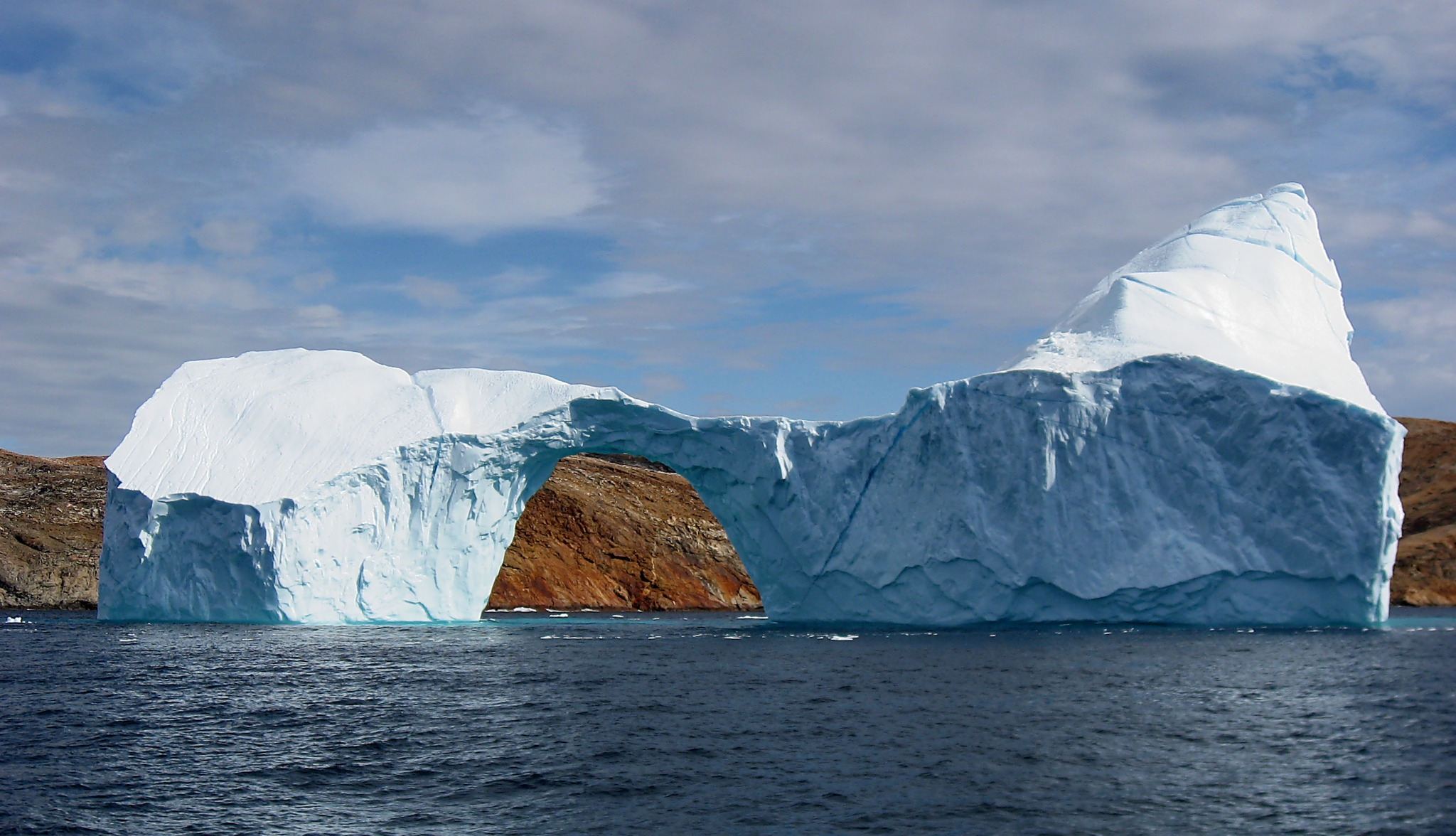
الماء في حالاته الثلاث: السائلة والصلبة (جليد) والغازية (بخار ماء/سحاب).

بالإضافة إلى الخواص الكيميائية المعينة التي تتصف بها المواد الكيميائية فإن الأخيرة تتواجد أيضًا بأطوار متعددة. وعلى الأغلب فإن تصنيف المواد الكيميائية لا يرتبط بهذه تصنيف الأطوار، مع إمكانية عدم توافق بعض الأطوار مع بعض الخواص الكيميائية. يعرف الطور بأنه مجموعة من الحالات للنظام الكيميائي والتي تمتلك نفس الخواص البنيوية، في مدى معين من الظروف، مثل الضغط ودرجة الحرارة. تميل بعض الخواص الفيزيائية مثل الكثافة ومعامل الانكسار إلى كونها خواص مميزة للطور.

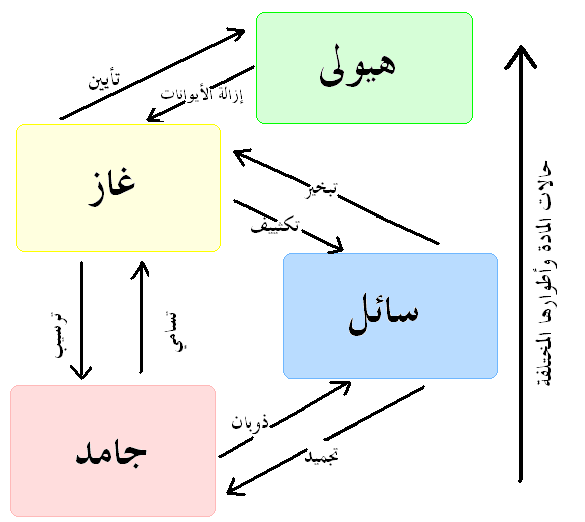
أطوار المادة.

- الحالة الصلبة: المواد الصّلبة لها شكل ثابت حيث أن الجزيئات لا تنتقل من مكانها؛ تكون الجزيئات متقاربة بقدر كبير في الحالة الجامدة، الكثافة في المواد الصلبة عالية، لأن الفراغات صغيرة جدًّا بين الجزيئات.[113][114][115]
- الحالة السائلة: تأخذ السّوائل شكل الوعاء الذي توضع فيه، والجزيئات في السوائل ليست ثابّتة، إنما متحركة ولكن ضمن إطار محدود. السّوائل عالية الكثافة إلى حدّ ما، وليس هناك مسافات كبيرة بين الجزيئات.[113][114][116]
- الحالة الغازية: ليس للغازات شكل محدد لكن الغازات تملأ أيّ فراغ متاح لأن الجزيئات تتحرّك بسرعة في كلّ الاتّجاهات. إن كثافة الغازات منخفضة، وهناك مسافات فارغة كبيرة بين الجزيئات؛[114][117][118] لذلك يمكن ضغط الغازات بسهولة، بحيث تتقارب جزيئات الغاز من بعضها.
- حالة البلازما (هيولي): هي حالة متميزة من حالات المادة يمكن وصفها بأنها غاز متأين تكون فيه الإلكترونات حرة وغير مرتبطة بالذرة أو بالجزيء.[119] فإذا كانت المادة توجد في الطبيعة في ثلاث حالات: صلبة وسائلة وغازية، فإنه بالإمكان تصنيف البلازما على أنها الحالة الرابعة التي يمكن أن توجد عليها المادة.[120]

#### المول وكمية المادة
المول وحدة لقياس كمية المادة، والتعريف الحديث له هو مقدار 6.02214076×1023(عدد أفوغادرو) من الجسيمات، مثل الذرات أو الجزيئات أو الأيونات أو الإلكترونات. كان يعرف سابقاُ على أنه كمية المادة التي تحتوي على (ذرات أو جزيئات أو أيونات) بقدر ما يحتويه 0.012 كلغم (12 غرام) من كربون-12، عندما تكون ذرات الكربون غير مرتبطة ومستقرة في الحالة القاعية.

#### الذرة

رسم توضيحي لذرة الهيليوم، يصور النواة (بالوردي) وتوزيع السحابة الإلكترونية (بالأسود). النواة (أعلى اليمين) في الهليوم-4 في الواقع متماثلة كرويًا وتشبه إلى حد كبير السحابة الإلكترونية، على الرغم من أن الأنوية أكثر تعقيدًا وهذا ليس الحال دائما. الشريط الأسود هو أنغستروم واحد (أو 100).

الذرة هي الوحدة الأساسية في الكيمياء، وتتكون الذرة من نواة تدور حولها الإلكترونات سالبة الشحنة؛ وتتألف النواة من بروتونات موجبة الشحنة، ونيوترونات متعادلة الشحنة؛ تضم الذرة نفس العدد من الإلكترونات والبروتونات لذلك فشحنتها الكهربائية الإجمالية منعدمة، لذلك نقول إن الذرة متعادلة كهربائيًا، الشيء الذي يفسر التعادل الكهربائي للمادة. في بعض الحالات، وبواسطة نقل خارجي للطاقة، يمكن للذرة أن تفقد أو تكتسب إلكترونا أو أكثر؛ تسمى هذه الظاهرة بظاهرة التأين. كما أن الذرة هي أصغر وحدة يمكن تصورها والتي تكون قادرة على المحافظة على الخواص الكيميائية للعنصر، مثل السالبية الكهربية وطاقة التأين، حالات الأكسدة المفضلة، عدد التساند وعدد الروابط التي يفضل تشكيلها (مثل الفلزية والأيونية والتساهمية). تطور مفهوم الذرة عبر التاريخ بعد أن كان أول نموذج لها الذي وضعه دالتون عبارة عن كرة صماء غير قابلة لتجزئة إلى النموذج الحالي وهي عبارة عن نواة تتكون من كواركات وغلونات محاطة بسحابة إلكترونية تدور حول النواة.

##### أعداد الكم
أعداد الكم أربعة أعداد وهي إحداثيات الإلكترون في الذرة، تمامًا كون المدينة والحي والشارع والرقم هم عنوان المنزل، فهي أعداد تحدد أحجام الحيز من الفراغ الذي يكون احتمال تواجد الإلكترونات فيه أكبر، كما تحدد طاقة المدارات وأشكالها واتجاهاتها بالنسبة لمحاور الذرة في الفراغ، ويلزم لتحديد طاقة الإلكترون في الذرة معرفة قيم الأربعة أعداد الكمية التي تصفه. وهي:
| الرقم               | الرمز                          | القيم الممكنة                                                       |
| ------------------- | ------------------------------ | ------------------------------------------------------------------- |
| عدد الكم الرئيسي    | {\displaystyle n\,}            | {\displaystyle \displaystyle 1,2,3,4,\ldots }                       |
| عدد الكم الثانوي    | {\displaystyle \ell \,}        | {\displaystyle \displaystyle 0,1,2,3,\ldots ,(n-1)}                 |
| عدد الكم المغناطيسي | {\displaystyle m_{\text{l}}\,} | {\displaystyle \displaystyle -\ell ,\ldots ,-1,0,1,\ldots ,\ell \,} |
| عدد الكم المغزلي    | {\displaystyle m_{\text{s}}\,} | {\displaystyle \displaystyle +1/2,-1/2}                             |

تسمى تلك الرموز المستخدمة لتعريف إحداثيات الإلكترون رموز التعبيرات، وذلك اختصارا لإحداثياته حيث ترسم له مخططات توضيحية لمستويات الطاقة التي يمكن للإلكترون شغلها، كما تبين الانتقالات المسموحة وغير المسموحة له عند القفز من مستوى طاقة إلى مستوى آخر.

###### الكم الرئيسي n
يحدد مستوي الطاقة الرئيسي في الذرة الذي يمكن أن يشغله الإلكترون، وهو دائما عدد صحيح.

###### الكم المداري l
ويمكن أن يتخذ القيم التالية بالنسبة لعدد الكم الرئيسي: n-1.

###### الكم المغناطيسي ml
يحدد اتجاه العزم المغناطيسي لمدار الإلكترون، ويعتمد على قيمة عدد الكم المداري: {\displaystyle -l,-l+1,...\ \rightarrow \ +l}.

###### الكم المغزلي ms
وله قيمتان +1/2 أو -1/2، وله خواص مغناطيسية.
| m1         | -3 | -2 | -1 | 0 | 1 | 2 | 3 |
| ---------- | -- | -- | -- | - | - | - | - |
| مدار ← S   |    |    |    |   |   |   |   |
| مدارات ← P |    |    |    |   |   |   |   |
| مدارات ← D |    |    |    |   |   |   |   |
| مدارات ← F |    |    |    |   |   |   |   |

#### الجزيء

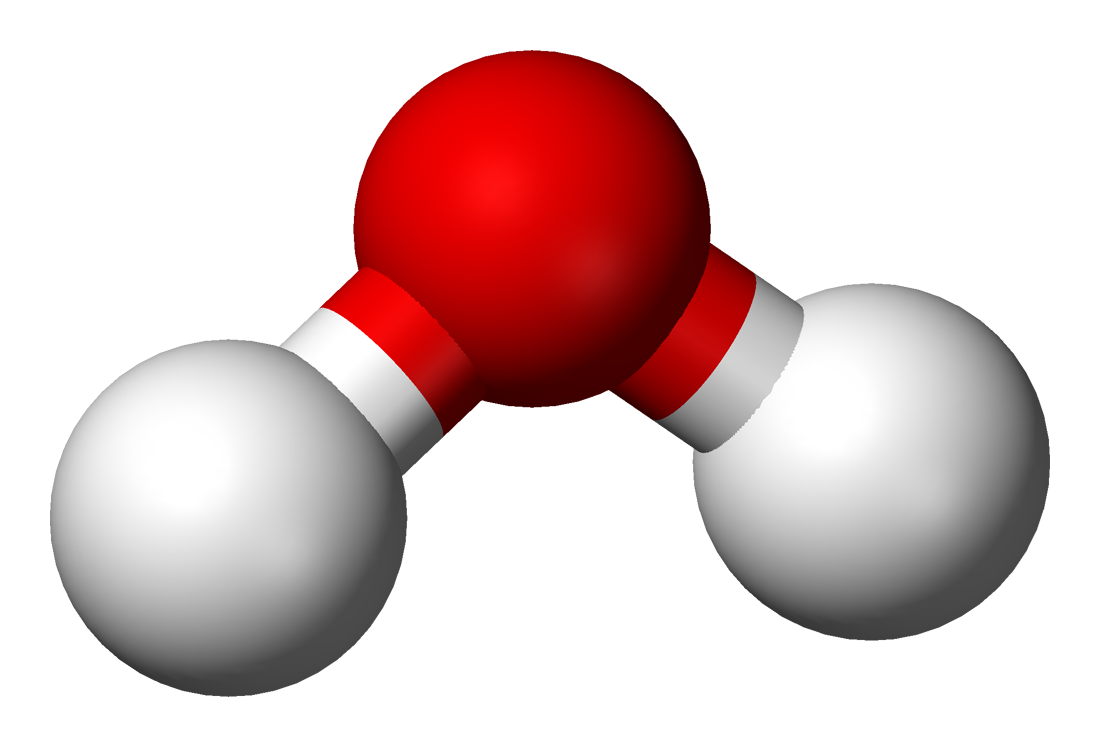
جزيء ماء؛ يتكون من ذرة أوكسجين مرتبطة بذرتي هيدروجين

الجزيء هو أصغر جزء غير قابل للتقسيم من المادة الكيميائية النقية، والذي يمتلك مجموعة فريدة من الخواص التابعة له، بمعنى قدرته إحداث مجموعة معينة من التفاعلات مع المواد الأخرى. يمكن أن تتواجد الجزيئات على شكل وحدات متعادلة كهربائيًا على عكس الأيونات. تعد الجزيئات مجموعة من الذرات المرتبطة مع بعضها بروابط تساهمية، ومثل هذه البنى متعادل كهربائيًا وتكون جميع الأغلفة التكافؤية متزاوجة مع إلكترونات أخرى بواسطة الأواصر أو الأزواج الوحيدة. لا تحتوي جميع المواد على جزيئات مجردة، فغالبية العناصر الكيميائية مكونة من ذرات وحيدة تمثل الوحدة المجردة الصغرى. وتنتظم الأنواع الأخرى من المواد مثل المركبات الأيونية والشبكات الصلبة بطريقة تقلل من وجود جزيئة يمكن التعرف عليها. وتدرس هذه المواد بالاعتماد على وحدات الصيغة أو البناء البلوري كأصغر وحدة متكررة بنيوية ضمن المادة، وذلك لعدم وجود جزيئات يمكن التعرف عليها.

#### الشارد

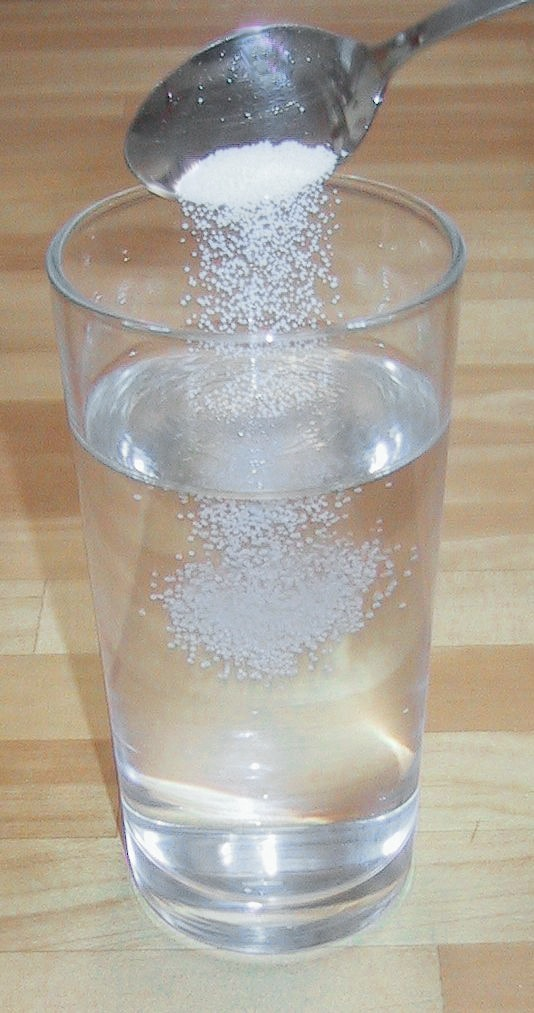
عند ذوبان ملح الطعام (كلوريد الصوديوم) في الماء يتفكك الجزيء إلى أيون صوديوم موجب الشحنة وأيون كلور سالب الشحنة.

الشارد أو الأيون مركب مشحون، أو هو ذرة أو جزيء اكتسب أو فقد إكترونًا أو أكثر. الأيونات الموجبة الشحنة تسمى هابطات أو كاتيونات مثل كاتيون الصوديوم Na+، والأيونات السالبة الشحنة تسمى صاعدات أو أنيونات مثل أنيون الكلور Cl-، واللذان عن اتحادهما يكونا الملح المتعادل كلوريد الصوديوم (NaCl). ومثل للأيونات ذات الذرات العديدة التي لا تتفكك خلال تفاعلات الحمض - القاعدة هو مجموعة الهيدروكسيد (OH-)، أو الفوسفات). تعرف الأيونات في الحالة الغازية بالبلازما.
تتكون الأيونات من ذرات عندما تفقد إلكترونات أو تكتسب إلكترونات. ورغم أن تفكك الجزيء يحتاج إلى طاقة من الخارج إلا أن تكوّن الأيونات قد تكون أنسب من وجهة اكتمال الغلاف الإلكتروني الخارجي للذرة أو الأيون. تحاول الأيونات بصفة عامة الوصول إلى ما يسمى قاعدة الثمانيات.
الشوارد الموجبة الشحنة تسمى صاعدات أو كاتيونات. ويتكون الكاتيون عندما تفقد ذرة إلكترونات. ونظرا لأن النواة الذرية تحتفظ بعدد البروتونات فيها (في الذرة المتعادلة تتساوى فيها عدد البروتونات وعدد الإلكترونات)، ولذلك يظهر الأيون بأن له شحنة موجبة. تسمى الشوارد سالبة الشحنة هابطات أو أنيونات، ويتكون الأنيون عندما تكتسب الذرة إلكترونًا. بذلك يصبح للذرة شحنة زائدة من الإلكترونات، فتكون سالبة الشحنة.

### خواص المادة
تصف جملة خاصية كيميائية تصرف المادة عند ظروف الضغط والحرارة القياسية، وتظهر هذه الخاصية بوضوح أثناء التفاعلات الكيميائية.
- حالة المادة صلبة أو سائلة أو غازية.
- نشاطية المادة في التفعل تجاه المواد الأخرى.
- حالات التأكسد الأفضل للمادة.
- شكل الجزيئات، والروابط.
- طول الرابطة.
- الرقم التناسقي.
- الشكل الأفضل للروابط لتكوين إما فلزية أو أيونية أو تساهمية.

### أشكال المادة
توجد المادة على شكلان وهما:
- المادة النقية: وتنقسم إلى عناصر ومركبات.[148]
- المخاليط: وتنقسم إلى مخاليط متجانسة وغير متجانسة.[148]

#### العنصر

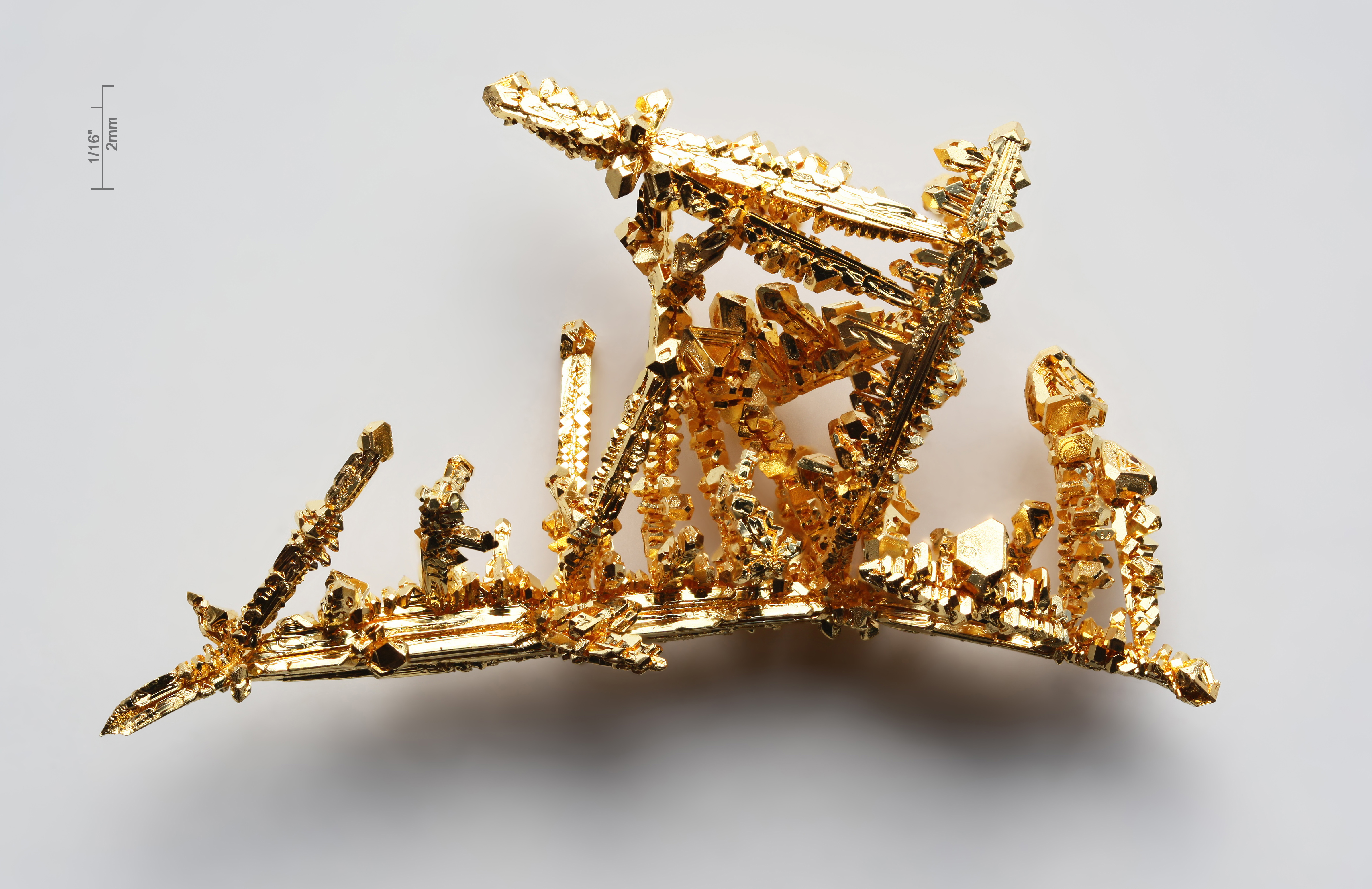
عنصر الذهب، أحد المعادن النفيسة رمزه رمزه Au وعدده الذرّي 79.

العنصر الكيميائي هو المادة المتكونة من نوع واحد من الذرات، ويمتلك العنصر الكيميائي عددًا ثابتًا ومحددًا من البروتونات في نواة ذرته، ويعرف هذا العدد بالعدد الذري للعنصر. فمثلًا جميع الذرات التي تمتلك 6 بروتونات في أنويتها هي ذرات عنصر الكربون، وجميع الذارت التي تمتلك 92 بروتونًا في أنويتها هي ذرات عنصر اليورانيوم. وهنالك 94 عنصرًا متوفرًا في الطبيعة بالإضافة إلى 18 عنصرًا تم تصنيعها.
على الرغم من احتواء جميع ذرات العنصر الواحد على نفس عدد البروتونات فإن ليس من اللازم احتواءها على نفس عدد النيترونات، تسمى مثل هذه الذرات بالنظائر ويمكن أن يمتلك العنصر الواحد أكثر من نظير واحد.
أفضل تمثيل للعناصر الكيميائية هو الجدول الدوري والذي يرتب العناصر حسب عددها الذري، وتتشارك زمر ودورات العناصر في الجدول الدوري في بعض الخصائص أو تتبع نمطًا معينًا للخصائص، مثل قطر الذرة، والسالبية الكهربية، وغيرها.

#### المركب

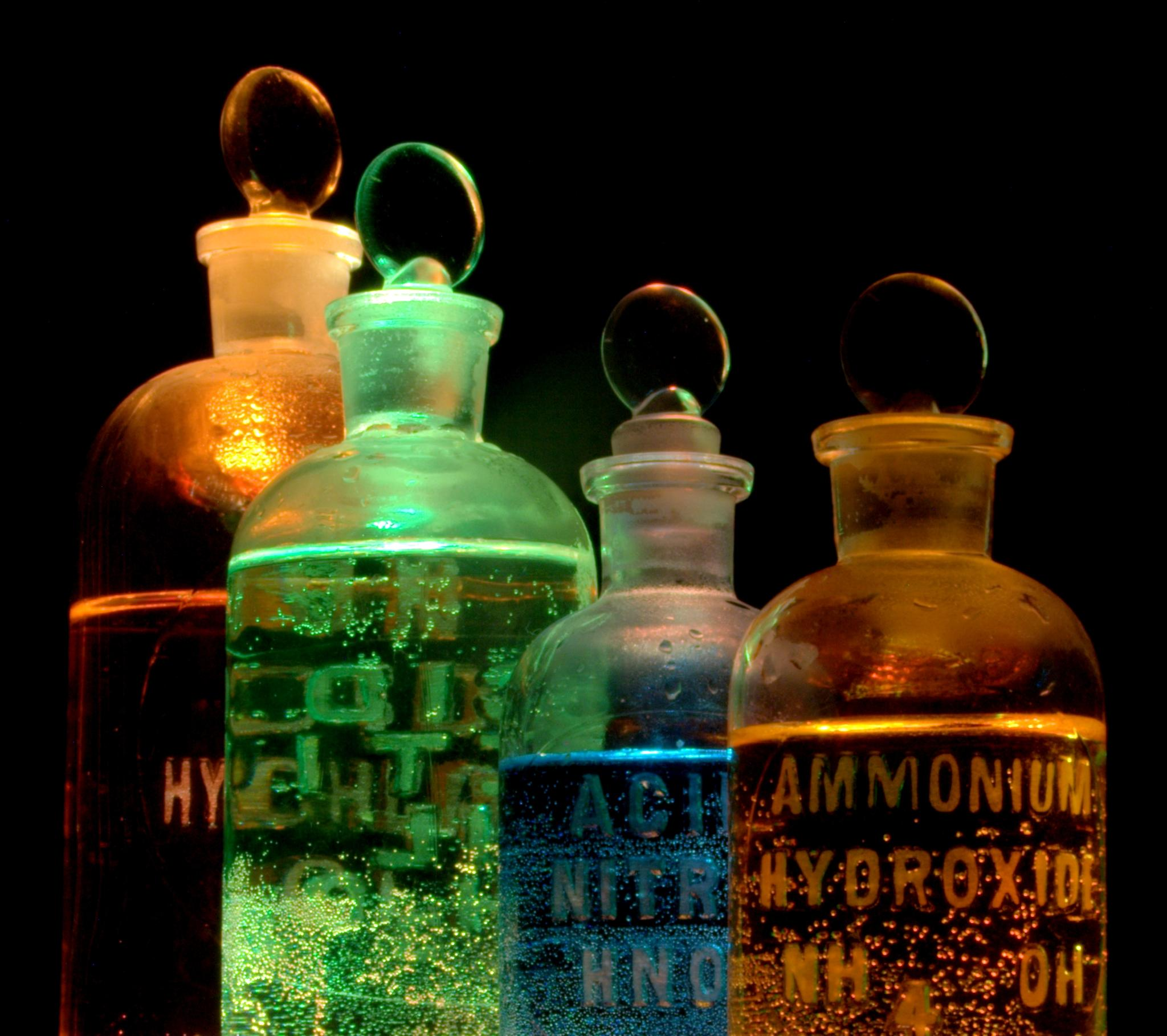
مركبات كيميائية في قوارير مخبرية (منها هيدروكسيد الأمونيوم وحمض النيتريك) مضاءة بعدة ألوان.

المركب الكيميائي هو مادة تتكون من نسبة معينة وثابتة من العناصر وتحدد تركيب المركب والمجموعة التي ينتمي إليها هذا المركب والتي تحدد بالتالي خواص هذا المركب. فمثلًا الماء هو مركب يحتوى على الهيدروجين الأكسجين بنسبة 2 إلى 1، حيث تكون ذرة الأكسجين محاطة بزوج من ذرات الهيدروجين وبزاوية قياسها 104.5 درجة. وبصفة عامة فإن هذه النسبة يجب أن تكون ثابتة لبعض الاعتبارات الفيزيائية، وليس طبقا للاختيارات البشرية، ولهذا السبب فإن المواد مثل النحاس الأصفر تعتبرسبيكة وليست مركب. ومن الخواص المميزة للمركب أن له بنية كيميائية مميزة يعبر عنها عن طريق صيغة جزيئية، تصف هذه الصيغ نسبة الذرات الموجودة به، وعدد الذرات الموجودة في جزيء واحد من المادة، وعلى هذا فتكون صيغة الإيثان C2H6 وليس CH2)، ويمكن عن طريق معرفة تلك الصيغ بحساب الكتلة المولية للمركب، توجد عدة معرفات لتمييز المركبات الكيميائية منها رقم CAS (رقم لتعريف كل المركبات). ويمكن للمركبات أن يكون لها حالات عديدة. معظم المركبات توجد في هيئة صلبة. كما أن المركبات الجزيئية يمكن أن توجد أيضا في حالة سائلة أو غازية.تتكون المركبات وتتحول عن طريق التفاعلات الكيميائية. ويمكن فصل المركبات بالطرق الكيميائية.

#### المخلوط
الخليط أو المخلوط هو مزيج مكون من مادتين أو أكثر بدون روابط كيميائية بين العناصر الكيميائية أو المركبات الكيميائية فيها والتي قد تكون موجودة بنسب مختلفة، وبالتالي يحتفظ كل بخواصه وشكله، ويمكن فصل المخاليط بالطرق الكيميائية والفزيائية. وتنقسم المخاليط إلى:

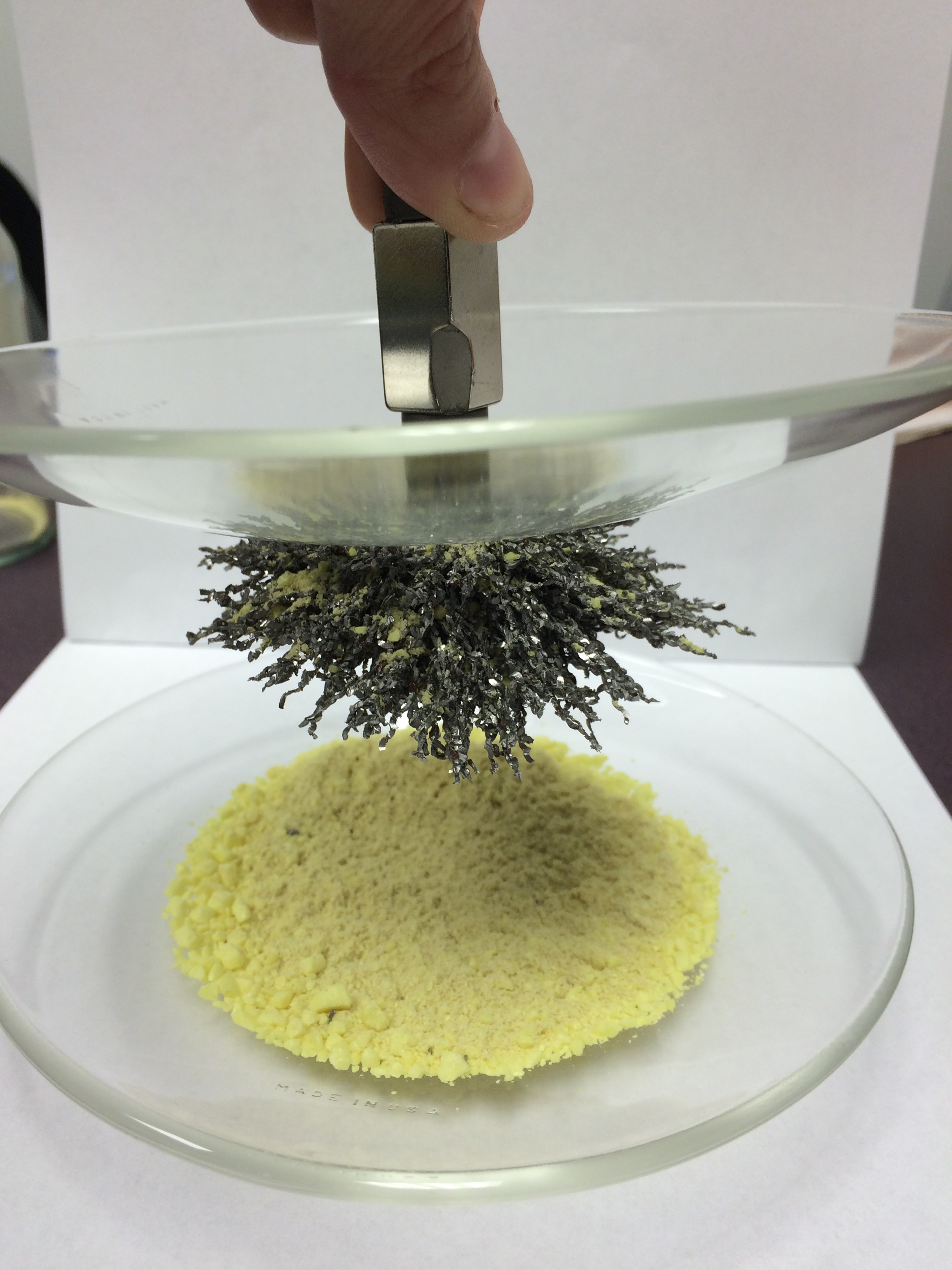
فصل خليط غير متجانس من الحديد والكبريت، باستخدامالمغناطيس.

مخاليط متجانسة: وهي مخاليط تحتوي على مادتين أو أكثر تسمى المذاب والمذيب؛ لا يمكنك التمييز بينهما في المحاليل.
المحاليل
- المذاب: هو المادة التي تذوب.[157]
- المذيب: هو الوسط الذي يذيب المذاب.[157]

مخاليط غير متجانسة: هو المخلوط الذي لا تمتزج مكوناتها تماما ويمكن تمييز كل منها.
- المخلوط الغروي: هو مخلوط غير متجانس يتكون من جسيمات متوسطة الحجم وويبلغ قطر الجسيمات بين 1 نانومتر إلى 1000 نانومتر.[158]
- المخلوط المعلق: هو مخلوط يحتوي على جسيمات يمكن أن تترسب بالترويق وذلك بتركه دون تحرك ومن أمثلته الماء والتراب.[159]

### الروابط الكيميائية
الرابطة الكيميائية هي القوة التي تربط الذرات ببعضها؛ وذلك لسعي الذرة بأن تكون أقل طاقةً وأكثر استقرارًأ. في مركبات بسيطة عديدة، نظرية التكافؤ ومبدأ عدد التأكسد يمكن استخدامهما للتنبؤ بالتركيب الجزيئي. وبالمثل؛ فإن النظريات الفيزياء الكلاسيكية يمكن استخدامها للتنبؤ بتركيب مركبات أيونية عديدة. أما المركبات ذات التركيب المعقد، مثل السبائك المعدنية، فإن نظرية التكافؤ لا تستطيع تفسير تركيبها، وهنا تظهر أهمية استخدام نظريات الميكانيكا الكمية مثل نظرية المدار الجزيئي.
أنواع الروابط الكيميائية:

#### روابط داخل الجزيء

رسم متحرك لعملية الترابط الأيوني بين الصوديوم (Na) والكلور (Cl) لتشكيل كلوريد الصوديوم، أو ملح الطعام العادي. الترابط الأيوني ينطوي على ذرة واحدة تأخذ إلكترونات التكافؤ من أخرى (على عكس التقاسم، الذي يحدث في الترابط التساهمي).

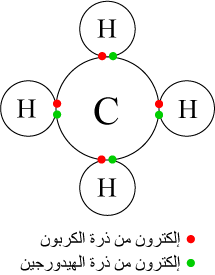
الرابطة التساهمية بين الهيدروجين والكربون في جزيء الميثان. أحد طرق تمثيل الرابطة التساهمية في جزيء عن طريق النقط وعلامات إكس.

القوة داخل الجزيئات هي أي قوة تعمل على جمع الذرات مع بعضها البعض لتكون جزيء أو مركب. ترتبط هذه الدقائق ببعضها البعض بقوى متفاوتة في القوة، فنجد هذه القوى كبيرة في المادة الصلبة، ومتوسطّة في السوائل، وضعيفة في حالة الغازات.
- الرابطة الأيونية أو الرابطة الشاردية[161] هي الرابطة التي تنشأ بين ذرتين تختلفان في المقدرة على كسب أو فقد الإلكترونات وتكون بين أيوني هاتين الذرتين الموجب والآخر السالب الشحنة فتنشأ قوة جذب كهربائي بينهما، وتختلف نسبة الأيونات المفقودة والمكتسبة فمثلا تحتاج ذرة الأكسجين لأيونين من البوتاسيوم لأن المدار الأخير يحتاج لإلكترونين ليصل لحالة الاستقرار أي ثمانية إلكترونات.[162]
4K + O2 → 2 K2O وتحدث الرابطة الأيونية عادةً بين الفلزات (ذات طاقة التأين المنخفضة والتي تميل لفقدان الإلكترونات) واللافلزات (ذات الألفة الإلكترونية المرتفعة والتي تميل لاكتساب الالكترونات).تتكون غالبًا بين الفلزات واللافلزات حيث تكون: الفلزات: ذراتها حجمها كبير - جهد تأينها صغير (فيسهل فقد إلكترونات المستوى الأخير) فيتكون أيون موجب ليصل إلى التشكيل الإلكتروني لأقرب غاز خامل. اللافلزات: صغيرة الحجم - ميلها الإلكتروني كبير (فيسهل اكتساب إلكترونات) فتصبح أيون سالب لتصل إلى التشكيل الإلكتروني لأقرب غاز خامل (نبيل). والربطة الأيونية هي: انجذاب كهربائي بين الأيون الموجب والسالب.
- الرابطة التساهمية هي أحد أشكال الترابط الكيميائي وتتميز بمساهمة زوج أو أكثر من الإلكترونات بين الذرات، مما ينتج عنه تجاذب يعمل على تماسك الجزيء الناتج. تميل الذرات للمساهمة أو المشاركة بإلكتروناتها بالطريقة التي تجعل غلافها الإلكتروني ممتلئاً. وهذه الرابطة دائما أقوى من القوى بين الجزيئات مثل الرابطة الهيدروجينية. ترتب الرابطة التساهمية لوصف عدد أزواج الإلكترونات المتشاركة بين الذرات المكونة للرابطة التساهمية. وأكثر أنواع الرابطة التساهمية شيوعًا هو الرابطة الأحادية، والتي فيها يتم المشاركة بزوج واحد فقط من الإلكترونات. كل الروابط التي بها أكثر من زوج من الإلكترونات تسمى روابط تساهمية متعددة. المشاركة بزوجين من الإلكترونات تسمى رابطة ثنائية، والمشاركة بثلاثة أزواج تسمى رابطة ثلاثية. ومثال للرابطة الثنائية في حمض النيتروس (بين N وO)، ومثال للرابطة الثلاثية سيانيد الهيدروجين (بين C وH).[163]
- الرابطة التناسقية وهي نوع من أنواع الروابط التساهمية، ولكن في هذا النوع من الروابط تتشارك كلا الذرتين بإلكترونات من ذرة واحدة فقط وليس إلكترونات من كلا الذرتين. ومثال على ذلك الرابطة في أيون الأمونيوم.[164]

الرابطة الفلزية توجد في المعادن مثل الزنك.

- الرابطة الفلزية هي رابطة كيميائية تحصل بين عنصرين من الفلزات، وهي قوى التجاذب الكهربائي الناتجة بين الأيونات الموجبة وهذه الالكترونات السالبة بالرابطة الفلزية وهي التي تربط البلورة الفلزية (المعدنية) بالكامل.[165] عندما ترتبط الفلزات مع بعضها البعض فانها لا تكتسب التركيب الاكتروني للغازات النبيلة، فمن السهل أن تفقد ذرات الفلزات مثل الصوديوم والبوتاسيوم الكترونات تكافؤها لتصبح أيونات موجبة لأن سالبيتها الكهربائية منخفضة. الخصائص التي تمنحها الرابطة للفلز ترجع الكثير من خصائص الفلزات الطبيعية إلى طبيعة هذه الرابطة، فالتوصيل الكهربائي والتوصيل الحراري للفلزات سببه هو حركة الالكترونات الحرة بين الذرات. حركة الالكترونات الحرة داخل المعدن تنتظم عند تمرير التيار الكهربائي من خلاله، وتتقدم الالكترونات من القطب السالب إلى الموجب.[166][167]

#### روابط بين الجزيء
القوة بين الجزيئات هي قوى الجذب أو التنافر التي تعمل بين الجسيمات المجاورة (ذرات، جزيئات أو أيونات). فهي ضعيفة بالمقارنة مع قوة الترابط داخل الجزيء، القوى التي تبقي الجزيئات معا. على سبيل المثال، الرابطة التساهمية الموجودة في جزيئات حمض الهيدروكلوريك هو أقوى بكثير من القوى الموجودة بين الجزيئات المجاورة، والتي تكون عندها الجزيئات قريبة بما فيه الكفاية لبعضها البعض.
القوى بين الجزيئات الجذابة:
- قوى ترابط ثنائي القطب، ثنائي القطب
- قوى الترابط الأيوني ثنائي قطب
- قوى ترابط فان دير فالس

### الصيغة الكيميائية
الصيغة الكيميائية هي أسلوب كتابة يعتمد على الرموز الكيميائية للعناصر لوصف تركيب مركب كيميائي ما، عن طريق التعبير عن نوع الذرات التي يتكون منها مركب كيميائي معين ونسبتها إلى بعضها. وهي تعبر عن كلعنصر برمزه الكيميائي، وتكتب بجواره مباشرة عدد الذرات في جزيء هذا المركب. وفي حالة وجود أكثر من ذرة لنفس العنصر في الجزيء فإن عدد الذرات يكتب أسفل يمين العنصر. وللمواد غير الجزيئية يعبر الرقم السفلي عن الصيغة الوصفية. والصيغة الكيميائية التي تستخدم لسلسلة المركبات التي تختلف عن بعضها البعض بوحدات ثابتة تسمى «الصيغة العامة». يمكن التعبير عن الصيغ الكيميائية بعدة طرق أهمها:
الصيغة الأولية: هي أقل نسبة للأعداد الصحيحة لذرات العنصر الذي يكون في المركب.
الصيغة الجزيئية: هي العدد الفعلي لعدد ذرات كل عنصر في المركب.
الصيغة البنائية: (أو الهيكلية) هي صيغة تبين موضع ونوع الارتباط بين ذرات العناصر الداخلة في تركيب الجزيء، ويعبر عنها بعدة طرق.

### التفاعلات الكيميائية

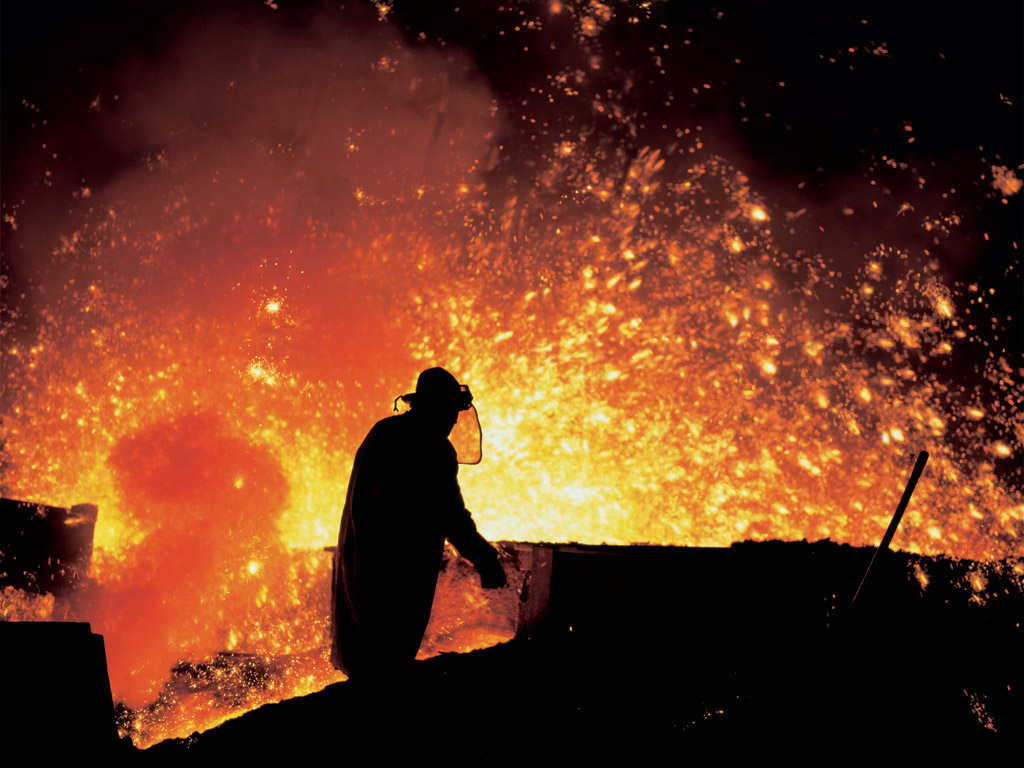
تتكسر الأواصر ويعاد تشكيلها أثناء التفاعل الكيميائي، وينتج عن ذلك مواد مختلفة ذات خواص مختلفة، في فرن الصهر، يتفاعل أكسيد الحديد (مركب) مع أحادي أكسيد الكربون مكونًا الحديد (أحد العناصر الكيميائية بالإضافة إلى ثنائي أكسيد الكربون.

التفاعل الكيميائي هو تحول في التركيب الدقيق للجزيئات. ويمكن أن ينتج التفاعل الكيميائي من مهاجمة جزيئات أخرى لتكوين جزيئات أكبر أو جزيئات تتفكك لتكوين جزيئين أو أكثر أقل حجمًا، أو إعادة ترتيب الذرات في نفس الجزيء أو خلال جزيئات أخرى. وتتضمن التفاعلات الكيميائية غالبًا تكوين أو تكسير روابط كيميائية. تمثل التفاعلات الكيميائية بطريقة كتابية أو بجموعة من الرموز ويعرف هذا التمثيل بـ «المعادلة الكيميائية»؛ تبين المعادلة الكيميائية التغيرات التي تطرأ على المواد المتفاعلة وظروف التفاعل كما تبين المعادلة حاجة التفاعل إلى حرارة وضغط وعوامل مساعدة. ويجب أن تكون المعادلة الكيميائية صحيحة الرموز والصيغ وأن تكون موزونة حيث أن مجموع كتل المواد المتفاعلة يساوي مجموع كتل المواد الناتجة من التفاعل. وعند كتابة معادلة يجب مراعاة الشحنة لأنها تلعب دوراً في عدد الإلكترونات المفقودة أو المكتسبة. كمثال عن ذلك، المعادلة الكيميائية لاحتراق غاز الميثان يمكن أن تكتب هكذا:
CH4+ 2 O2{\displaystyle \rightarrow } CO2+ 2 H2O
يمكن تسريع التفاعل الكيميائي باستعمال الحفاز أوالمحفز وذلك بإضفة كميات قليلة للتفاعل الكيميائي بهدف تسريعه دون أن تتغير خواصها الكيميائية؛ بمعنى أنها قادرة على أن تزيد سرعة التفاعل الكيميائي عن طريق خفض طاقة التفاعل أو تنشيطه دون أن يحدث بها تغيير كيميائي دائم.

### أنواع التفاعلات الكيميائية

#### وفق شكل التفاعل
- تفاعل الاتحاد أو الضم عبارة عن اتحاد عنصرين لإنتاج مركب أو اتحاد مركبين لإنتاج مركب جديد.[176]
- تفاعل التفكك عبارة عن تفكك مركب إلى مركبين أو إلى عناصر.[176]
- تفاعل التبادل أو الإزاحة عبارة عن تبادل على المستوى الجزيئي بين الروابط بين نوعين كيميائيين متفاعلين بحيث يؤدي إلى الحصول على نواتج لها الارتباط الكيميائي نفسه أو مشابه له.[176][177]
- تفاعل الاحتراق عبارة عن تفاعل كيميائي بين مادتين ينتج عنه حرارة وانبعاثات غازية ويصاحبه لهب.[176]

#### وفق سرعة التفاعل
- التفاعلات فائقة السرعة: تُمثلها التفاعلات الأيونية التي لا يُمكن قياس سرعتها في الظروف العادية مثل تفاعل كلوريد الصوديوم مع نترات الفضة لتشكيل راسب كلوريد الفضة.[178]
- تفاعلات متوسطة السرعة: وهي تفاعلات قابلة للقياس معمليًا بنمطيها العضوي وغير العضوي مثل تفكك يوديد الهيدروجين في درجة حرارة الغرفة إلى اليود والهيدروجين.[179]
- تفاعلات شديدة البطء: وهي تفاعلات لا يمكن إدراكها لحدوثها خلال آلاف السنين مثل تكوين النفط، والغاز الطبيعي، والفحم.[180] وفق حالة المواد المتفاعلة
- التفاعل المتجانس هو التفاعل الذي تحدث بين المواد من نفس الحالة كالتفاعل بين غاز النيتروجين وغاز الهيدروجين لتكوين غاز النشادر.[181]
- التفاعل الغير المتجانس هو التفاعل الذي تحدث بين المواد المواد الكيميائية مختلفة الحالة مثل: التفاعل بين الكربون والأكسجين لتكوين غاز ثاني أكسيد الكربون.[181]

#### وفق اتجاه التفاعل
- التفاعل العكسي: هو تفاعل كيميائي لا يستمر في اتجاه واحد حتى يكتمل، فالمواد الناتجة تتحد مع بعضها البعض مرة أخرى لتعطي المواد الداخلة في التفاعل تحت ظروف التجربة نفسها، فيحدث توازن كيميائي بينها. أي يصبح لدينا مخلوطا من المواد الداخلة في التفاعل ومواد ناتجة عن التفاعل، ويسود بينهم توازن كيميائي.[182] يمكن التعبير عن ذلك بالمعادلة:

{\displaystyle aA+bB\rightleftharpoons cC+dD}
- التفاعل غير العكسي: يتسم هذا النوع من التفاعل بعدم قدرة نواتج التفاعل على العودة لحالتها الأصلية قبل المُشاركة فيه كالتفاعل بين الأكسجين والكربون لإنتاج ثاني أكسيد الكربون.

#### وفق لتعاملها مع الحرارة
- التفاعل الماص للحرارة: هي التفاعلات التي يحدث خلالها استهلاك للحرارة كالبناء الضوئي.[183]
- التفاعل الطارد للحرارة: تُشير للتفاعلات التي تؤدي لانطلاق حرارة مثل التنفس والاحتراق.[183]

#### الحمضية والقاعدية
{\displaystyle \mathrm {pH+pOH=14} }.

مقياس pH للتوضيح في المدارس:الأحمر النطاق الحمضي، والأزرق: النطاق القاعدي. ويلاحظ أن

غالبًا ما تصنف المادة كحمض وقاعدة. وهناك نظريات متعددة شرحت السلوك الحمضي-القاعدي، أبسط هذه النظريات هي نظرية أرهينوس، والتي تنص على أن الحمض هو المادة التي تنتج أيونات الهيدرونيوم عند إذابتها في الماء، وأن القاعدة هي المادة التي تنتج أيون الهيدروكسيد عند إذابتها في الماء.
أما نظرية برونشتد- لوري للحمضية والقاعدية، فتعد الحمض المادة التي تمنح أيون الهيدروجين موجب الشحنة إلى مادة أخرى ضمن تفاعل كيميائي، وبالتالي تكون القاعدة هي المادة التي تستقبل أيون الهيدروجين.
أما نظرية لويس فتعتمد على عملية تكوين أواصر (روابط) كيميائية جديدة، فالحمض هو المادة القادرة على تقبل مزدوج إلكتروني من مادة أخرى أثناء عملية تكوين الأواصر، والقاعدة هي المادة التي تستطيع توفير مزدوج إلكتروني لتكوين آصرة جديدة.

#### الأكسدة والاختزال

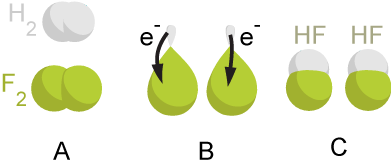
تمثيل لعملية أكسدة-اختزال: تعطي ذرة الهيدروجين إلكترونًا لذرة الفلور، ثم تتحد معه.

مفهوم يرتبط بقابلية ذرات المواد المختلفة على اكتساب وفقدان الإلكترونات. حيث تدعى المواد القادرة على أكسدة المواد الأخرى بالمؤكسدات وتعرف بالعوامل المؤكسدة. يقوم العامل المؤكسد بإزالة الإلكترونات من المواد الأخرى. وتدعى المواد القادرة على اختزال المواد الأخرى بالمواد المختزلة أو العامل المختزل. يقوم العامل المختزل بنقل الإلكترونات إلى المواد الأخرى، وبالتالي تحصل في العامل المختزل عملية الأكسدة، ويسمى العامل المختزل كذلك بمانح الإلكترون لقيامه بهذه الوظيفة. ترمز عملية الأكسدة والاختزال إلى التغير في عدد التأكسد، وقد لا يحدث الانتقال الفعلي للإكترونات، لذا فمن المفضل أن نعرف الأكسدة بأنها العملية التي تقوم بزيادة عدد التأكسد، والاختزال بأنه العملية التي تقلل عدد التأكسد.

### القوانين
تخضع التفاعلات الكيميائية لقوانين محددة، والتي أصبحت مفاهيم أساسية في الكيمياء، وهذه بعض القوانين:
| - قانون أفوجادرو - قانون بير لامبرت - قانون شارل - قانون فيك للانتشار - قانون جاي لوساك | - مبدأ لو شاتيليه - قانون هنري - قانون هس - قانون بقاء الطاقة الذي أدى إلى اكتشاف مفاهيم مهمة مثل التوازن والديناميكا الحرارية والحركية الكيميائية. - قانون بقاء المادة | - قانون النسب الثابتة - قانون النسب المتضاعفة - قانون راؤول - قانون دالتون - قانون حفظ الكتلة |

## الجدول الدوري
جمعت العناصر الكيميائية بطريقة منظمة لعرضها بطريقة منظمة على هيئة جدول سمي بـ الجدول الدوري وتترتب العناصر في هذه المجموعات بناءًا على عددها الذري فكل عنصر له عدد ذري يزيد عن العنصر الذي يسبقه بمقدار واحد. مرتبة بناءًا على العدد الذري لكل واحد منها ومقسمة إلى 7 دورات بشكل افقي، وثمانية عشر مجموعة بشكل رأسي، تنقسم هذه المجموعة إلى قسمين، المجموعة الأولى وهي الرئيسية A وعددها ثمانية، أما المجموعة الأخرى فهي المجموعة B (تسمى العناصر الانتقالية) وهي مجموعة فرعية وعددها عشرة. أما مجموع العناصر في الجدول بما في ذلك الدورتين في أسفل الجدول الدوري (اللانثانيدات والأكتنيدات) فيبلغ 118 عنصر.

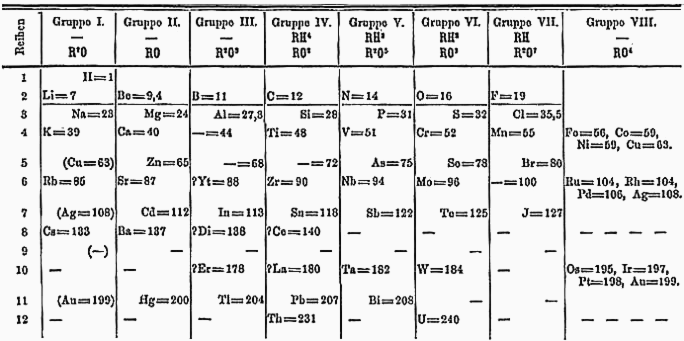
الجدول الدوري الذي وضعه مندلييف، بوضعه الأخير عام 1871.

كانت أولى المحاولات لتصنيف العناصر سنة 1789 حين صنف أنتوان لافوازييه العناصر بالاعتماد على خصائصها إلى: الغازات، اللافلزات، الفلزات، والترابيات. وتوالت بعده المحاولات من عدة علماء إلى أن وضع مندلييف الجدول الدوري الحديث عندما كان يحاول ترتيب العناصر، وذلك عام 1869، وقد قام بذلك عن طريق كتابة خواص العناصر على بطاقات وترتيبها مرارًا وتكرارًا إلى أن توصل إلى حقيقة مفادها أنه إذا رتبت العناصر بحسب زيادة الوزن الذري، فإن أنواعًا معينة من العناصر تتكرر بانتظام. فعلى سبيل المثال، يكون اللافلز الفعّال متبوعًا مباشرة بفلز خفيف فعال جدًا، يليه فلز خفيف أقل فعالية. لم يقتصر عمل مندلييف على ترتيب العناصر بالطريقة الصحيحة فحسب، بل إنه نقل العنصر الذي يظهر في المكان الخاطئ نظرًا لوزنه الذري إلى مكانه الصحيح في الجدول بحيث يطابق النمط المتبع. فمثلًا، يجب أن يكون اليود والتيليروم في الجهة المقابلة تمامًا بالاستناد على الوزن الذري، ولكن مندلييف رأى أنّ اليود مشابه جدًا في خصائصه لبقية الهالوجينات (الفلور، والكلور والبروم) وأنّ التيليريوم مشابه لعناصر الزمرة السادسة (الأكسجين والكبريت والسيلينيوم)، لذا بدل مندلييف مكان العنصرين في الجدول. ترك مندليف في الجدول الدوري شواغر للعناصر غير المكتشفة في حينها، حتى أنه توقع خواص ومركبات خمسة من تلك العناصر. وخلال الخمسة عشر سنة اللاحقة اكتشفت ثلاثة من هذه العناصر.

بعد فترة من الزمن تحديًدا عام 1913م، قام العالم موزلي بترتيب عناصر الجدول الدوري معتمدًا على العدد الذري لكل عنصر، وذلك بالاستفادة من التشتت في البلورات والناتج عن استخدام طيف الأشعة السينية، واستطاع من خلال ذلك على معرفة العدد الذري لكل عنصر. وكان هو من أطلق على الصفوف العامودية مجموعات والصفوف الأفقية دورات. وفي نهاية القرن التاسع عشر اكتشف وليام رامزي الغازات النبيلة، بالتعاون مع اللورد رايلي، وبالتالي ملء الهيكل الأساسي للجدول الدوري.

| المجموعة | 1                           | 2                        |            | 3                  | 4                    | 5                      | 6                   | 7                  | 8                  | 9                   | 10                    | 11                   | 12                   | 13                   | 14                  | 15                  | 16                   | 17                | 18                  |
| -------- | --------------------------- | ------------------------ | ---------- | ------------------ | -------------------- | ---------------------- | ------------------- | ------------------ | ------------------ | ------------------- | --------------------- | -------------------- | -------------------- | -------------------- | ------------------- | ------------------- | -------------------- | ----------------- | ------------------- |
|          | الهيدروجين والفلزات القلوية | الفلزات القلوية الترابية |            |                    |                      |                        |                     |                    |                    |                     |                       |                      |                      | مجموعة البورون       | مجموعة الكربون      | مجموعة النيتروجين   | مجموعة الكالكوجين    | مجموعة الهالوجين  | الغازات النبيلة     |
| الدورة 1 | هيدروجين1H1.0080            |                          |            |                    |                      |                        |                     |                    |                    |                     |                       |                      |                      |                      |                     |                     |                      |                   | هيليوم2He4.0026     |
| 2        | ليثيوم3Li6.94               | بيريليوم4Be9.0122        |            |                    |                      |                        |                     |                    |                    |                     |                       |                      |                      | بورون5B10.81         | كربون6C12.011       | نيتروجين7N14.007    | أكسجين8O15.999       | فلور9F18.998      | نيون10Ne20.180      |
| 3        | صوديوم11Na22.990            | مغنيسيوم12Mg24.305       |            |                    |                      |                        |                     |                    |                    |                     |                       |                      |                      | ألومنيوم13Al26.982   | سيليكون14Si28.085   | فسفور15P30.974      | كبريت16S32.06        | كلور17Cl35.45     | آرغون18Ar39.95      |
| 4        | بوتاسيوم19K39.098           | كالسيوم20Ca40.078        |            | سكانديوم21Sc44.956 | تيتانيوم22Ti47.867   | فاناديوم23V50.942      | كروم24Cr51.996      | منغنيز25Mn54.938   | حديد26Fe55.845     | كوبالت27Co58.933    | نيكل28Ni58.693        | نحاس29Cu63.546       | زنك30Zn65.38         | غاليوم31Ga69.723     | جرمانيوم32Ge72.630  | زرنيخ33As74.922     | سيلينيوم34Se78.971   | بروم35Br79.904    | كريبتون36Kr83.798   |
| 5        | روبيديوم37Rb85.468          | سترونتيوم38Sr87.62       |            | إتريوم39Y88.906    | زركونيوم40Zr91.224   | نيوبيوم41Nb92.906      | موليبدنوم42Mo95.95  | تكنيشيوم43Tc[97]   | روثينيوم44Ru101.07 | روديوم45Rh102.91    | بلاديوم46Pd106.42     | فضة47Ag107.87        | كادميوم48Cd112.41    | إنديوم49In114.82     | قصدير50Sn118.71     | إثمد51Sb121.76      | تيلوريوم52Te127.60   | يود53I126.90      | زينون54Xe131.29     |
| 6        | سيزيوم55Cs132.91            | باريوم56Ba137.33         | 1 asterisk | لوتيشيوم71Lu174.97 | هافنيوم72Hf178.49    | تانتالوم73Ta180.95     | تنجستن74W183.84     | رينيوم75Re186.21   | أوزميوم76Os190.23  | إريديوم77Ir192.22   | بلاتين78Pt195.08      | ذهب79Au196.97        | زئبق80Hg200.59       | ثاليوم81Tl204.38     | رصاص82Pb207.2       | بزموت83Bi208.98     | بولونيوم84Po[209]    | أستاتين85At[210]  | رادون86Rn[222]      |
| 7        | فرانسيوم87Fr[223]           | راديوم88Ra[226]          | 1 asterisk | لورنسيوم103Lr[266] | رذرفورديوم104Rf[267] | دوبنيوم105Db[268]      | سيبورغيوم106Sg[269] | بوريوم107Bh[270]   | هاسيوم108Hs[271]   | مايتنريوم109Mt[278] | دارمشتاتيوم110Ds[281] | رونتجينيوم111Rg[282] | كوبرنيسيوم112Cn[285] | نيهونيوم113Nh[286]   | فليروفيوم114Fl[289] | موسكوفيوم115Mc[290] | ليفرموريوم116Lv[293] | تينيسين117Ts[294] | أوغانيسون118Og[294] |
|          |                             |                          |            |                    |                      |                        |                     |                    |                    |                     |                       |                      |                      |                      |                     |                     |                      |                   |                     |
|          |                             |                          | 1 asterisk | لانثانوم57La138.91 | سيريوم58Ce140.12     | براسيوديميوم59Pr140.91 | نيوديميوم60Nd144.24 | بروميثيوم61Pm[145] | ساماريوم62Sm150.36 | يوروبيوم63Eu151.96  | غادولينيوم64Gd157.25  | تربيوم65Tb158.93     | ديسبروسيوم66Dy162.50 | هولميوم67Ho164.93    | إربيوم68Er167.26    | ثوليوم69Tm168.93    | إتيربيوم70Yb173.05   |                   |                     |
|          |                             |                          | 1 asterisk | أكتينيوم89Ac[227]  | ثوريوم90Th232.04     | بروتكتينيوم91Pa231.04  | يورانيوم92U238.03   | نبتونيوم93Np[237]  | بلوتونيوم94Pu[244] | أمريسيوم95Am[243]   | كوريوم96Cm[247]       | بركيليوم97Bk[247]    | كاليفورنيوم98Cf[251] | أينشتاينيوم99Es[252] | فيرميوم100Fm[257]   | مندليفيوم101Md[258] | نوبليوم102No[259]    |                   |                     |

- Ca: 40.078 — القيمة المختصرة (تم إهمال القيمة غير المتيقن منها هنا)[204]
- Po: [209] — العدد الكتلي للنظير الأكثر استقرارًا

| s-block | f-block | d-block | p-block |

## الفروع
تنقسم الكيمياء بصفة عامة إلى فروع رئيسة عدة، وتنقسم الفروع الأساسية إلى فروع أخرى، وموضوعات ذات تخصص أكبر داخل هذه الفروع، ومن هذه الفروع الرئيسية:

### الكيمياء الفيزيائية
هي دراسة الأصل الفيزيائي للتفاعلات والأنظمة الكيميائية. وتدرس تغييرات حالات الطاقة في التفاعلات الكيميائية.
ومن أقسام الكيمياء الفيزيائية:
- الكيمياء الكهربائية: وتدرس تبادل التأثير للذرات والجزيئات والشوارد (الأيونات) مع التيار الكهربائي.[207]
- الكيمياء الضوئية: وتدرس التأثيرات الكيميائية للضوء، والتفاعلات الكيميائية الضوئية.[208][209]
- الكيمياء الحرارية: وتدرس ارتباط الحرارة بالتغير الكيميائي.[210][211]
- كيمياء الكم: وتدرس ميكانيكا الكم وكيف يرتبط بالظواهر الكيميائية. تقوم كيمياء الكم بتطبيق ميكانيكا الكم ونظرية الحقل الكمومي وتقريب بورن-أوبنهايمر لحل قضايا ومسائل في الكيمياء. وأحد تطبيقات الكيمياء الكمومية هي دراسة سلوك الذرات والجزيئات فيما يخص قابليتها للتفاعل. تقع الكيمياء الكمومية على الحدود بين الكيمياء والفيزياء ويشارك بها مختصون من كلا الفرعين.[206][212]
- كيمياء السطوح:[213] وتدرس التفاعلات الكيميائية على السطوح البينية.
- علم المطيافية: وتدرس طيوف الضوء أو الإشعاع.[214]

### الكيمياء اللاعضوية
هي دراسة خواص وتفاعلات المركبات اللا العضوية. تدرس الكيمياء اللا عضوية العناصر والمركبات غير الكربون والهيدروكربونات ومشتقاتها. أي أن الكيمياء اللا عضوية تغطي دراسة كل المواد غير العضوية، والتي يشار لها بأنها مواد غير حية. وهي مركبات لا تحوي روابط كربون-هيدروجين.
ومن أقسام الكيمياء اللا عضوية:
- الكيمياء الحيوية اللا عضوية: تدرس دور المعادن في علم الأحياء.
- الكيمياء التناسقية: تدرس المركبات التناسقية أو التساندية وتبادل الأفعال بين روابطها.[215]
- الكيمياء النووية: تدرس المواد المشعة.[216]
- كيمياء الحالة الصلبة: تدرس تشكُّل، وبنية، وخصائص مواد الحالة الصلبة.
- كيمياء الاصطناع اللاعضوي: تدرس اصطناع الكيماويات اللا عضوية.
- الكيمياء الصناعية اللا عضوية: تدرس المواد المستعملة في التصنييع.

### كيمياء عضوية

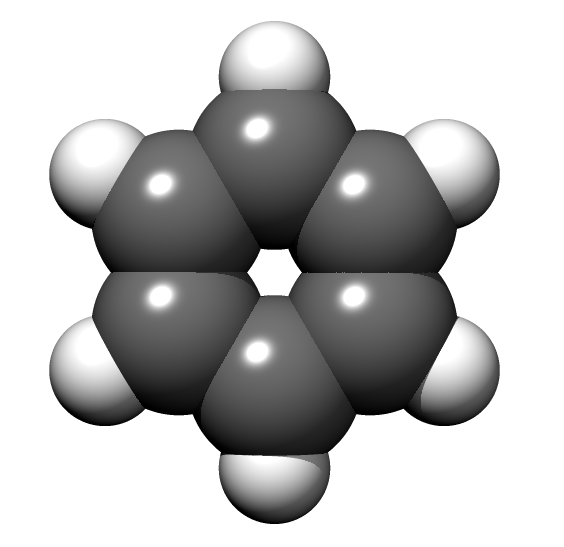
يعتبر جزيء البنزين والجزيء ثلاثي الأبعاد، في الكيمياء العضوية، مادة أساسية تلعب دورًا أساسيًا في إنتاج ملايين المواد العضوية.

هي دراسة تركيب، خواص، وتفاعلات المركبات العضوية. تدرس الكيمياء العضوية خواص وتفاعلات مركبات الكربون مثل أنواع الوقود واللدائن، والأدوية.
ومن أقسام الكيمياء العضوية:
- الكيمياء الفراغية: تدرس بنية الجزيئات ثلاثية الأبعاد.[218]
- الكيمياء الطبية: تهتم بتصميم واصطناع عقاقير صيدلانية.
- الكيمياء العضوية الفلزية: تدرس الكيماويات التي تحتوي روابط بين كربون وفلز.[219]
- الكيمياء العضوية الفيزيائية: تدرس بنية وفعالية الجزيئات العضوية.
- كيمياء المبلرات: تدرس تركيب وتصنيع جزيئات البوليميرات.[220]

### الكيمياء التحليلية

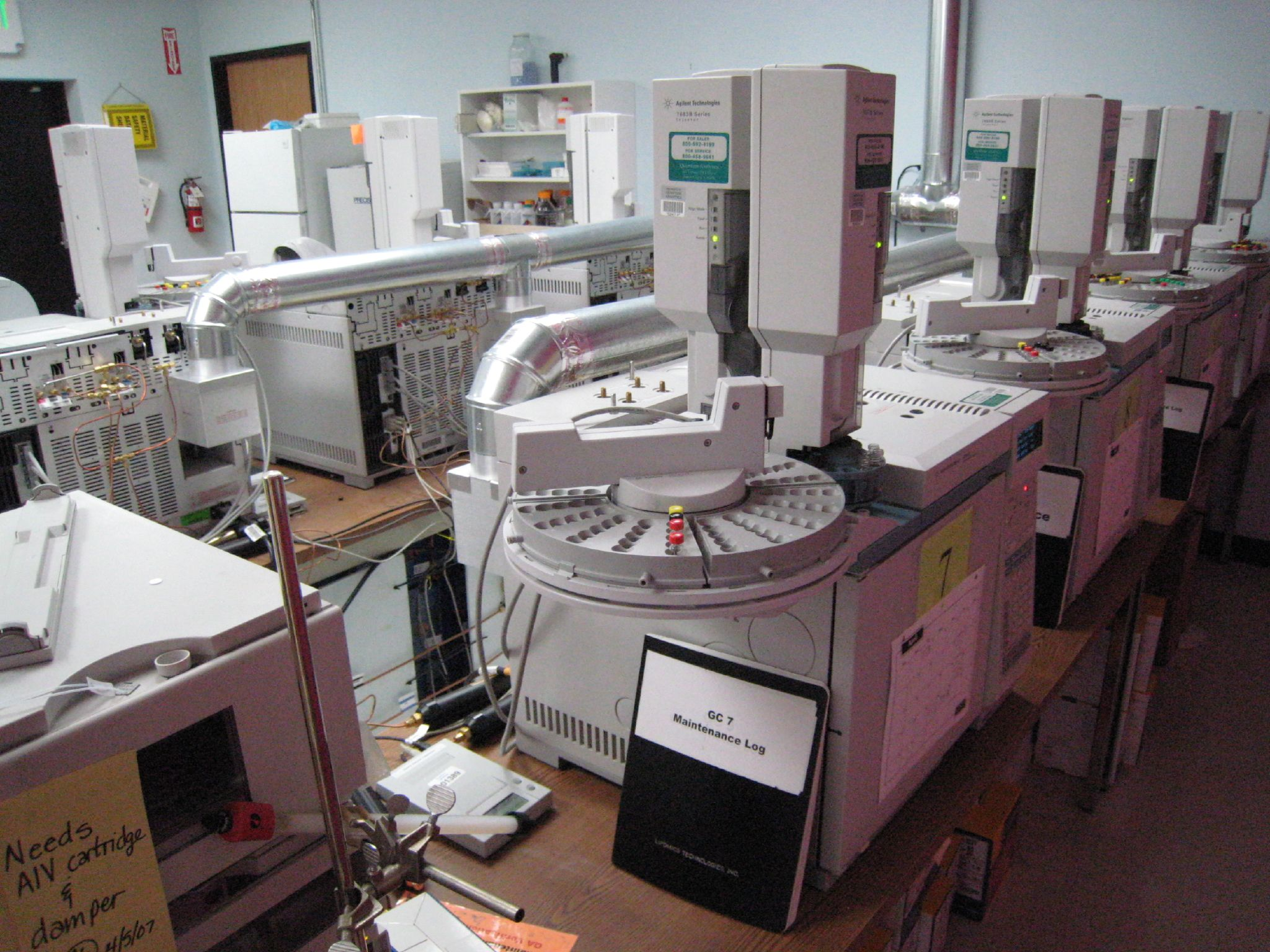
مختبر استشراب غازي (جهاز تحليل لوني غازي).

هي تحليل عينات من المادة لمعرفة التركيب الكيميائي لها وكيفية بنائها. تعرف الكيمياء التحليلية بأنها العلم الذي يبحث في تحليل المكونات الكيميائية للعينات المدروسة. وتقسم الكيمياء التحليلية إلى قسمين رئيسين:
- التحليل النوعي: ويستخدم طرق وقياسات لتحديد مكونات المادة، دون الاهتمام بكمياتها أو نسبها.[221]
- التحليل الكمي: ويستخدم بتحديد كمية كل مكون موجود في المادة أو نسبته. وهو نوعان حجمي ووزني.[221]

وتستخدم الكيمياء التحليلية طرق تحليل تقليدية أو آلية. وهي تستخدم في جميع الفروع والأنواع الأخرى للكيمياء.

### الكيمياء الحيوية
هي دراسة المواد الكيميائية، والتفاعلات الكيميائية التي تحدث في الكائنات الحية. تدرس الكيمياء الحيوية العمليات الكيميائية في الكائنات الحية.

- الكيمياء الحيوية السريرية: تدرس الأمراض، وتهتم بشكل عام على تحليل سوائل الجسم.
- الكيمياء الحيوية الجزيئية: تدرس الجزيئات الحيوية ووظائفها.
- علم الإنزيمات: تدرس الأنزيمات.
- علم الغدد الصم: تدرس الهرمونات.

### فروع أخرى
ومن الفروع الكيمياء الأخرى:
- الكيمياء العامة: تدرس أسس ومبادئ ونظريات الكيمياء وتقسيماتها مع دراسة حالات المادة كذرات وجزيئات وبنى بلورية أو جزيئية، بأشكالها الغازية والسائلة والصلبة، وغير ذلك مما يؤسس لدراسة كل من الأقسام الخمسة الأساسية للكيمياء، المذكورة أعلاه، بشكل مستقل.[226]
- الكيمياء الصناعية: تدرس كيمياء الصناعات الكيميائية وغيرها القائمة على حالات المادة وتحولاتها ومزائجها، كصناعة الأسمنت، وصناعة الزيوت والدهون النباتية.[206]
- الكيمياء البيئية: تدرس الكيماويات التي تشكل خطرًا على البيئة، ومصدرها، وكيفية تشكلها، وطرق التخلص منها. ويشمل ذلك عمليات تنقية المياه ومعالجة المخلفات البيئية وتلوث الجو والتربة وغير ذلك.[206][227]
- كيمياء النفط:[228] تدرس تركيب النفط، والعمليات الكيميائية المصاحبة لاستخراجها وتكريرها.
- الكيمياء النباتية:[229] تدرس المكونات الكيميائية للنباتات وطرق استخلاصها وفصلها وتحليلها. ويشمل ذلك الأعشاب والنباتات الطبية.[230]
- الكيمياء الزراعية: وكيمياء التربة، تدرس المكونات الكيميائية للتربة وإمكانيات الاستفادة منها أو استخدامها للأغراض الزراعية وغيرها. كما تدرس طرق مكافحة الآفات الزراعية.[206]
- كيمياء النانو: وهو فرع جديد للكيمياء يستخدم كيمياويات فائقة الصغر يمكنها التغلغل في أي مكان من المادة أو الجسم لتحقيق غرض كيميائي أو طبي أو تقني في المجالات المختلفة.[231]

## التَّطبيق

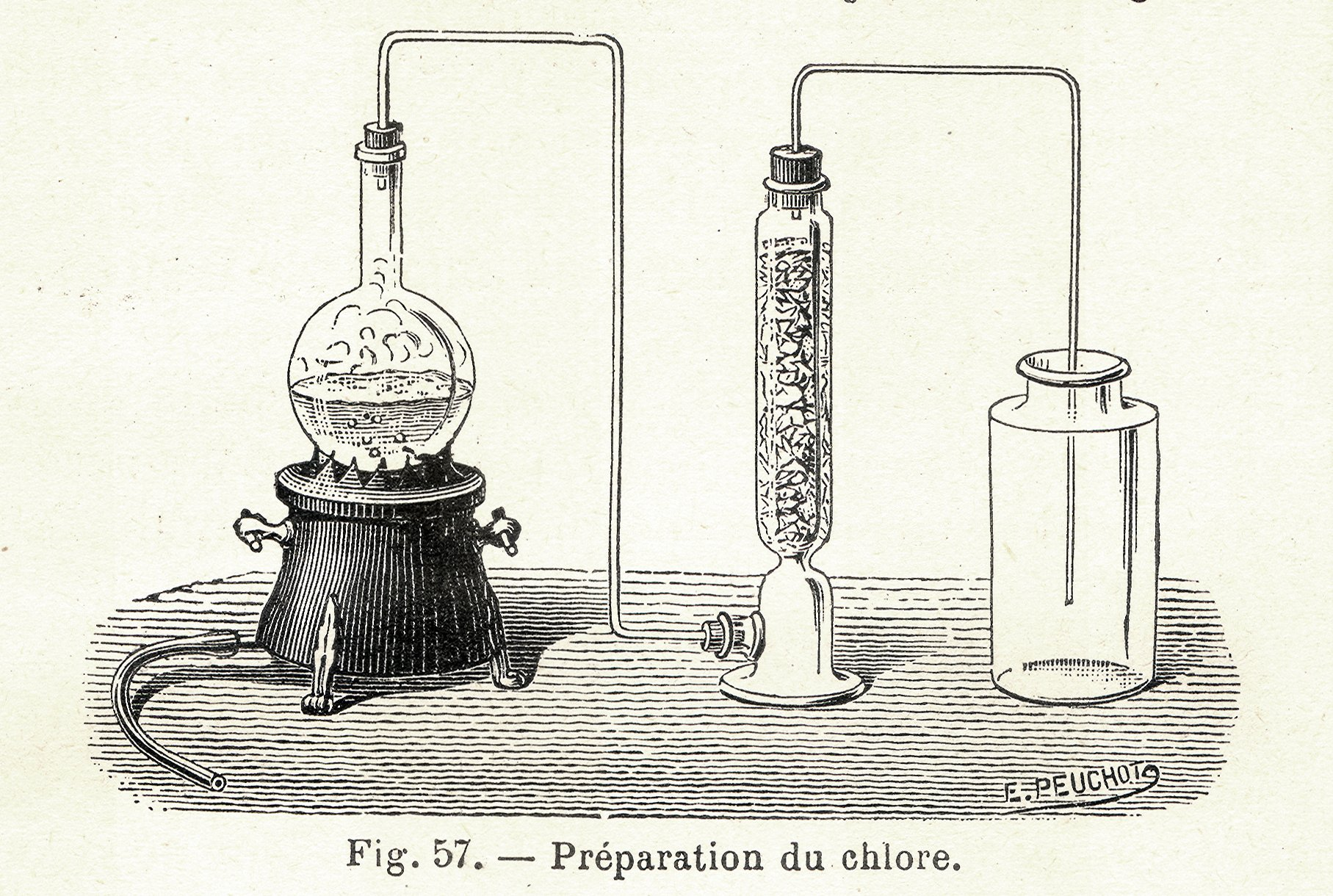
إنتاج الكلور في المختبر.

وتتضمن عمليات التصنيع التي تتم أثناء إنتاج البتروكيماويات، الدواء، البوليمرات، الطلاء، الزيوت. ويتم استخدام علوم الكيمياء والتفاعلات الكيميائية لإنتاج مواد كيميائية جديدة، أو فصل المواد من بعضها باستخدام خواص عديدة مثل مدى الانحلالية، الشحنة أو التقطير، بالإضافة إلى التحولات التي تتم باستخدام الحرارة وطرق أخرى. تتضمن الصناعات الكيميائية تشغيل أو تغيير المواد الأولية التي يتم الحصول عليها من المناجم والزراعة إلى مواد أخرى مفيدة قابلة للاستخدام في حياتنا اليومية أو كمادة خام لصناعات أخرى. تمثل الصناعة الكيميائية نشاطًا اقتصاديًا مهمًا، حيث قدرت مبيعات أكبر 50 مصنعًا للمواد الكيميائية في العالم سنة 2004 بـ 587 مليار دولار أمريكي وبهامش ربح 8.1% ومصاريف بحث وتطوير بنسبة 2.1% من مجمل المبيعات.

### الهندسة الكيميائية

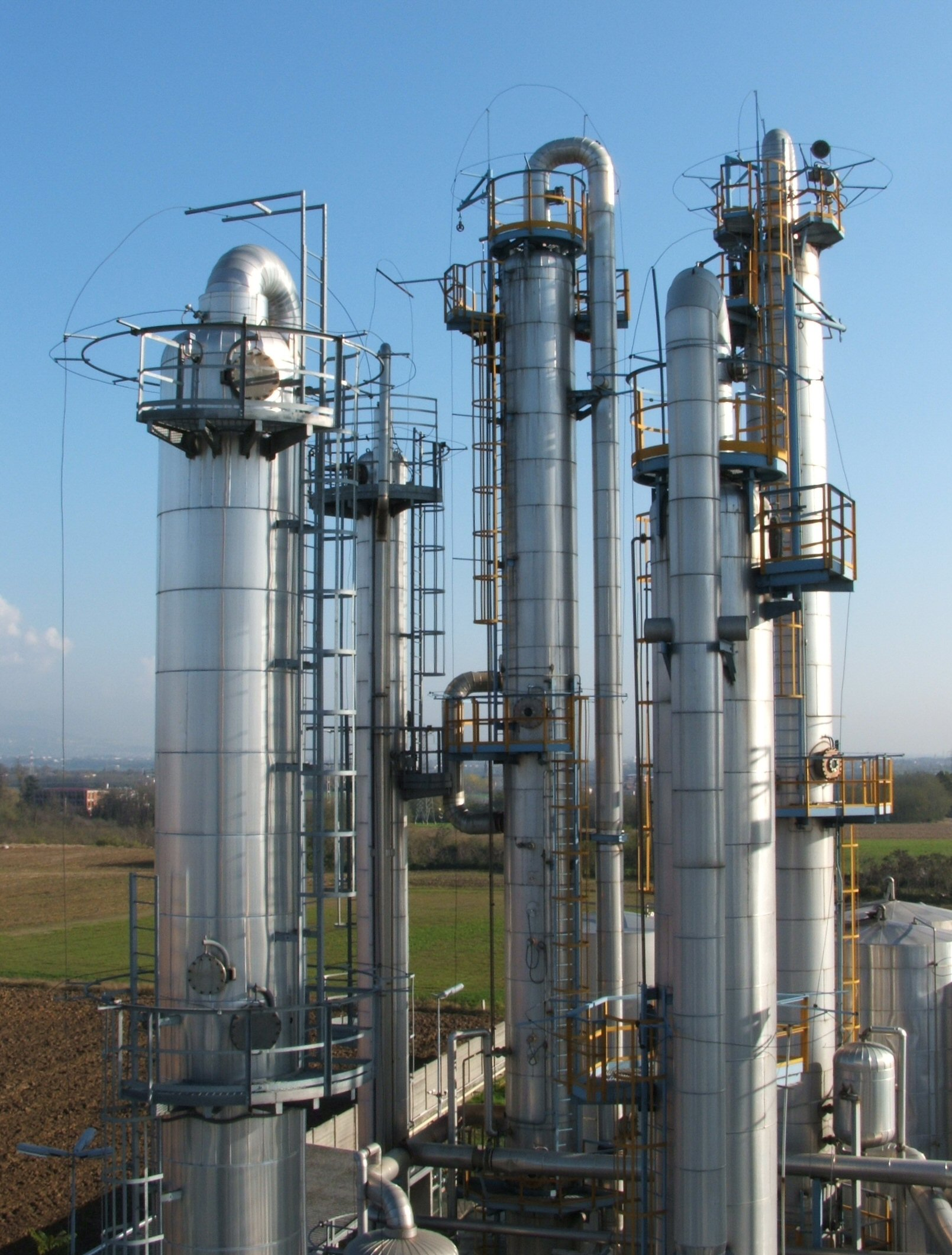
أعمدة تقطير تستخدم لفصل المواد الكيميائية عن بعضها البعض اعتمادًا على اختلاف درجة غليانها.

هي علم هندسي يختص بتصميم وتطوير العمليات الصناعية الكيميائية أو التحويلية. وبتصميم وبناء وإدارة المصانع التي تكون العملية الأساسية فيها هي التفاعلات الكيميائية وتندرج تحت هذا التخصص عمليات انتقال المادة والحرارة والكتلة، كما تشمل التفاعلات وعمليات الفصل متعددة المراحل. وتكاد تكون مقابلة لمصطلح هندسة العمليات.
يهتم المهندسون الكيميائيون بتطبيقات المعرفة المكتسبة من العلوم الأساسية والتجارب العملية. كما يهتمون بتصميم العمليات الصناعية وتطويرها وإدارة المصانع بهدف تحويلٍ آمنٍ واقتصادي للمواد الكيميائية الخام إلى منتجات نافعة. الهندسة الكيميائية هي العلم الهندسي ذو القاعدة الأوسع بين علوم الهندسة كلها، ويؤدي هذا إلى أن تكون المؤسسات والشركات في سعي دائم لتوظيف مهندسين كيميائيين في المجالات التقنية المتنوعة وفي مواقع الإشراف في أنواع الصناعات المختلفة.

## نظام التسمية في الكيمياء
في القدم وحتى نهاية القرن التاسع عشر كان عدد المركبات الكيميائية المكتشفة قليلة. ولكن حينما بدأت أعداد المركبات الكيميائية تزداد بشكل كبير وحينما بدأ تحضير واكتشاف مركبات عضوية معقدة صارت الحاجة ملحة لوضع قواعد متفق عليها للتسمية، في ذلك الحن بدأ علماء الكيمياء بالبحث لطريقة بتسمية المركبات الكيميائية، وفي سنة 1892 عقد أول مؤتمر لمناقشة هذا الشأن، وأصدر حينها قواعد لتسمية المركبات الكيميائية، وقد حدثت مع مرور الزمن عدة تعديلات وتطويرات لتلك القواعد بعد ذلك وعلى فترات زمنية، وذلك لمواكبة الاكتشافات والتطورات التي حدثت في علم الكيمياء. والجهة المسؤولة عن ذلك هي الاتحاد الدولي للكيمياء البحتة والتطبيقية، وتعرف اختصارًا IUPAC وتقرأ: أيوباك، وهي اختصارًا من: (بالإنجليزية: International Union of Pure and Applied Chemistry).

### تسمية المركبات العضوية
- النظام الشائع: ويستخدم هذا النظام الاسم الشائع القديم للمركب على سبيل المثال: حمض الخل، ويوجد الكثير من الأسماء الشائعة للكثير من المركبات المعروفة وقد أبقاها الاتحاد الدولي على حالها.[237]
- نظام الاتحاد الدولي للكيمياء البحتة والتطبيقية IUPAC System: أوكلت تسمية المركبات العضوية إلى هيئة خاصة من الاتحاد الدولي للكيمياء البحتة والتطبيقية ويعرف اختصارًا بالرمز (IUPAC).[237]

## هيئات مختصَّة بالكيمياء
| - مصلحة الكيمياء، القاهرة. - الجمعية الكيميائية الأمريكية. - الجمعية الأمريكية للكيمياء العصبية. - المؤسسة الكندية للكيمياء. - الجمعية الكيميائية في البيرو. | - الاتحاد الدولي للكيمياء البحتة والتطبيقية. - المؤسسة الملكية الأسترالية للكيمياء. - الجمعية الملكي الهولندي للكيمياء. - الجمعية الملكية للكيمياء في بريطانيا RSC. - جمعية التصنيع الكيميائي. |

## وصلات خارجيَّة
- أنماط وتطبيقات والمبادئ العامة للكيمياء (كتاب) (بالإنجليزية)